# 渋谷区
渋谷区（しぶやく）は、東京都の区部西部に位置する特別区。渋谷駅周辺など中心部は西渋谷台地、代々木台地、東渋谷台地の3つの台地に囲まれた場所にある。

## 概要
新宿区・豊島区とともに「副都心3区」とされる。また、不動産業界においては千代田区・港区・中央区の「都心3区」に新宿区と渋谷区を加えて「都心5区」と称される。区内全域が武蔵野台地上の高台にあり、東京の山の手地区を構成する。
ターミナル駅である渋谷駅周辺（渋谷）は新宿・池袋とともに三大副都心の一角をなし、東京を代表する繁華街である。渋谷駅ハチ公口前にある渋谷スクランブル交差点や渋谷センター街は、「若者の街」の典型としてニュースなどで報道されることが多く、全国的に有名である。新宿駅に近い代々木や千駄ヶ谷も新宿と一体となって繁華街・オフィス街となっている。ほか、西新宿に隣接する初台や本町にもオフィスビルが多く存在する。
原宿・表参道（神宮前）及び隣接する港区の青山エリア（南青山・北青山）は日本のファッションの中心として知られるほか、代官山や恵比寿には商業施設やセレクトショップなどのファッション・アパレル関連産業が多数集積している。
区内には明治神宮や代々木公園といった広大な緑地が存在し、周辺には松濤や代々木上原、代官山といった山の手の高級住宅街も点在している。同様に高級住宅地として知られる広尾は麻布区（現在の港区）に起源を持ち、現在でも麻布に近い地域性を持つ。
上記の初台、本町のほか幡ヶ谷や笹塚といった区の北部は渋谷の中心部から離れており、甲州街道や京王線の沿線にあるという特性上、昔から新宿との結びつきが強い。とはいえ渋谷区の一部であり、2022年秋には「北渋フェスティバル」やランニングを楽しむ「北渋マイル」を開催し、「北渋」として地域おこしを図る動きもある。これら区北部は下町情緒あふれる庶民的な商店街が数多く存在するなど、新宿区や中野区のターミナル駅周辺以外のエリアに近い雰囲気を持つ地域である。しかし、地域内に存在する緑道や水道道路の再整備が計画されているほか、駅周辺でも大規模な再開発が行われており、近い将来に街の様子が変貌する可能性がある。
1970年辺りまでは、「若者の街」「若者文化の流行の発信地」といえば、新宿であった。しかし、1973年に渋谷パルコの開店があり、日本における若者文化の歴史が大きく変化した。その流れは「新宿から渋谷、または渋谷区全体へ」（つまり原宿、表参道、代官山、裏原宿方面も）と移り変わっていくこととなる。 
神奈川県大和市にも渋谷という地名があり（知られざるもう一つの渋谷駅となる高座渋谷駅も実在する）、当該地区出身の有力武士団渋谷氏が領有したことに由来して東京の渋谷という地名が付けられたとの説がある。従って、東京の渋谷は神奈川県の渋谷と歴史上の関連がある。 

### 主な地域

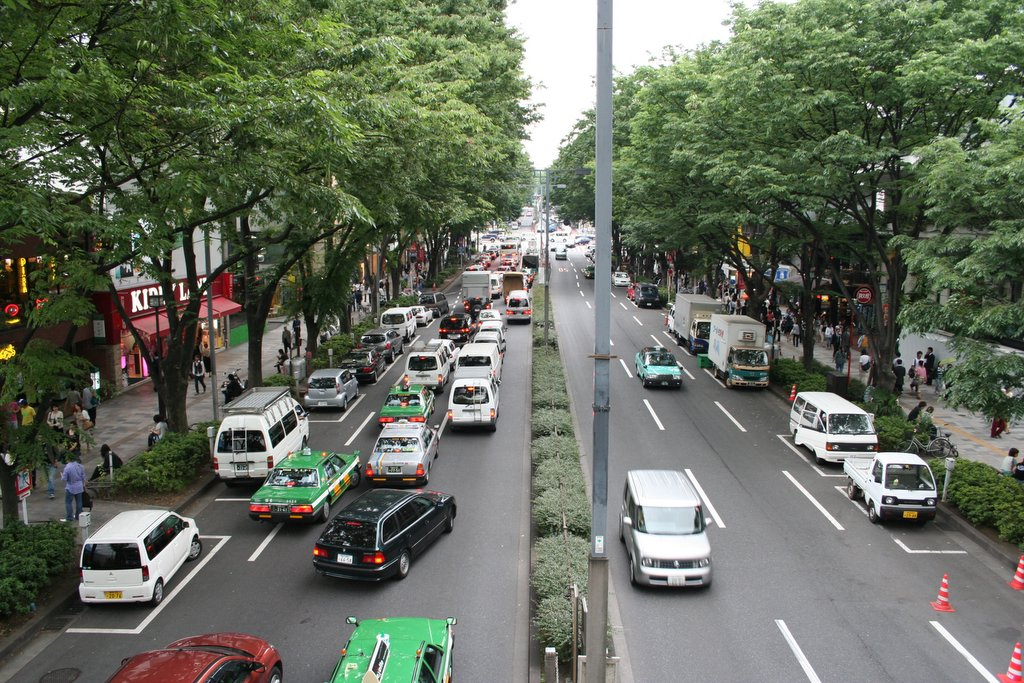
表参道のケヤキ並木

渋谷
「若者の街」として知られる繁華街である。道玄坂や桜丘町などの地域を含む。街の中心に位置する渋谷駅は山手線南西部のターミナル駅であり、新宿駅に次ぐ世界2位の利用者数を誇る（直通人員を含める）。東急や東急不動産を中心とした東急グループの拠点であり、商業活動が活発である。また、港区の六本木などともにIT企業が集積している地区としても知られる。近年は東急グループが主導の再開発により、渋谷の高層ビル化とオフィス機能を併設した複合商業ビルの建設が進んでいる。渋谷駅ハチ公口（スクランブル交差点）側に百貨店やファッション専門店、飲食店、カフェなどが密集しており、公園通り、渋谷センター街、道玄坂、スペイン坂には大小の店舗が並び、SHIBUYA 109など大型商業施設が存在する。

裏原宿（うらはらじゅく）
「サブカルチャー系」文化発信地。いわゆる「渋谷区全域」を繋げる役割のある重要な地帯で1990年代を例に出すなら「渋谷系」を表すサブカルチャー地帯。渋谷区全体はサブカルチャー系の文化発信地ではあるが、渋谷区の中でも特に裏原宿はその傾向が強い。1990年代、渋谷系というサブカルチャー色の強い音楽ジャンルがもてはやされたTOWER RECORDのある 神南エリア辺りまでを含めた渋谷区神宮前からアパレル関連業者が集まる同区千駄ヶ谷に至る、原宿周辺界隈の服飾洋品店が集まっている一帯。そのなかで、特に表参道中心寄りの「原宿通り」や「渋谷川遊歩道（通称：キャットストリート）」の南北に伸びたエリア周辺を指す。代々木公園は、大道芸人、パフォーマンスアーティスト、若い世代のコスプレ愛好家に人気のスポット。公共放送NHKの本部（放送センター）には、交響楽団の定期演奏会が開かれるNHKホール、文化的な展示やテレビの表彰プログラムに使用されるスタジオパークがある。 神南エリアには有名セレクトショップやブランドの路面店が集積している。

原宿
「kawaii」文化発信地。住所上は渋谷区神宮前。 竹下通りは若い女性向けのショップが集積しており、観光地としても有名である。商業エリアであるが、路地裏には住宅街とアパレルショップ、美容院などが混在したエリアが広がる。

表参道
モード文化の発信地。世界中のモードに関するブランド（ハイブランド、高級ブランド）店が並ぶ大通り。日本だとCOMME des GARCONSなど。フランスならLOUIS VUITTONやDior。イタリアならD&GやGucciなど。世界的なファッション雑誌『VOGUE』などパリ・コレクション、ミラノ・コレクション、服飾系専門学校をイメージする装苑などの、モード文化発信地（若者がお金を持っていた1980年代の「カラス族」や「DCブランド」などといったモードファッションの歴史でも有名な街）である。街路樹が立ち並ぶ表参道周辺には、ハイブランドをはじめとしたアパレル関連の店舗および事務所、美容室が集中する。2006年には同潤会アパート跡地に表参道ヒルズが開業した。隣接する港区の青山エリアとともに、東京を代表する「ファッションの街」である。
また、都内を代表する高級住宅地のひとつ。港区南青山・北青山に隣接している。大使館が多く、異国情緒あふれる街である。商店街や外苑西通り沿いにはカフェや飲食店が目立つ。

代官山
「洗練系オシャレ」（落ち着いた意識高い系清楚オシャレ）文化の発信地。渋谷区の中では表参道などに次ぐファッションエリアであり、旧山手通り沿いには飲食店が立ち並ぶ。また、高級住宅街でもある。

恵比寿
近年はオフィスビルが増え、日中はビジネスマンで賑わっている。ヱビスビール工場跡地に建設された恵比寿ガーデンプレイス（一部目黒区にも跨る）が、現在の恵比寿に発展するきっかけとなった。

松濤
都内を代表する高級住宅街の一つ。渋谷駅からも徒歩圏内であり、道玄坂などにも隣接している。邸宅が多いが、渋谷区立松濤美術館など文教施設も点在する。

代々木・千駄ヶ谷
新宿駅・甲州街道南側の一帯であり、駅周辺は繁華街・オフィス街となっている。髙島屋新宿店（タカシマヤタイムズスクエア）やJR東日本本社ビルなどが所在する。

代々木上原
都内を代表する高級住宅街の一つ。特に小田急小田原線・千代田線代々木上原駅北側の大山町周辺には豪邸が立ち並ぶ。

幡ヶ谷・笹塚
区内最北端の地域であり、渋谷よりも新宿に近い。商店街やアパートが多く渋谷区の中では庶民的な地域である。近年駅周辺や緑道で再開発が進む。

初台・本町
幡ヶ谷や笹塚に似た特徴を持つが、西新宿に隣接しているためオフィスビルが多い。

## 人口
| |                                        |  |
| 渋谷区と全国の年齢別人口分布（2005年） | 渋谷区の年齢・男女別人口分布（2005年） |  |
| ■紫色 ― 渋谷区 ■緑色 ― 日本全国 | ■青色 ― 男性 ■赤色 ― 女性              |  |
| 渋谷区（に相当する地域）の人口の推移 \| 1970年（昭和45年） \| 274,491人 \| \| \| 1975年（昭和50年） \| 263,815人 \| \| \| 1980年（昭和55年） \| 247,035人 \| \| \| 1985年（昭和60年） \| 242,442人 \| \| \| 1990年（平成2年） \| 205,625人 \| \| \| 1995年（平成7年） \| 188,472人 \| \| \| 2000年（平成12年） \| 196,682人 \| \| \| 2005年（平成17年） \| 203,334人 \| \| \| 2010年（平成22年） \| 204,492人 \| \| \| 2015年（平成27年） \| 224,533人 \| \| \| 2020年（令和2年） \| 243,883人 \| \| |                                        |  |
| 総務省統計局 国勢調査より |                                        |  |
| 1970年（昭和45年） | 274,491人                              |  |
| 1975年（昭和50年） | 263,815人                              |  |
| 1980年（昭和55年） | 247,035人                              |  |
| 1985年（昭和60年） | 242,442人                              |  |
| 1990年（平成2年） | 205,625人                              |  |
| 1995年（平成7年） | 188,472人                              |  |
| 2000年（平成12年） | 196,682人                              |  |
| 2005年（平成17年） | 203,334人                              |  |
| 2010年（平成22年） | 204,492人                              |  |
| 2015年（平成27年） | 224,533人                              |  |
| 2020年（令和2年） | 243,883人                              |  |

### 人口
2005年時点で夜間人口（居住者）は19万9280人であるが、区外からの通勤者と通学生および居住者のうちの区内残留人口の合計である昼間人口は54万2803人で、昼は夜の2.724倍の人口になる（東京都編集『東京都の昼間人口2005』平成20年発行132,133ページ）。国勢調査では年齢不詳のものが東京都だけで16万人いる。上のグラフには年齢不詳のものを含め、昼夜間人口に関しては年齢不詳の人物は数字に入っていないため数字の間に誤差が生じる。

## 歴史

### 渋谷区の誕生
渋谷区は1932年（昭和7年）に設置された。同年、それまで15区で構成されていた東京市に隣接する5郡82町村が編入され、豊多摩郡に属していた渋谷町・千駄ヶ谷町・代々幡町の3町をもって東京市渋谷区が成立したのが始まりである。
渋谷区の成立には一悶着があり、必ずしも当時の住民の満足できる結果とはならなかった。渋谷町とともに渋谷区の一部となることになった千駄ケ谷町・代々幡町が、渋谷区になることに消極的であったからである。千駄ケ谷町は昔から四谷区や赤坂区との関係が深く、町域が都心に近かったこともあり、当時「郊外」のイメージが強かった渋谷町と一緒になることには消極的であった。代々幡町も古来より新宿との結びつきが強かったため、新宿に近い淀橋町などと一緒の区を形成することを模索しており、渋谷町と一緒になることには反対の姿勢だった。
しかし、東京市編入の際には同じ郡に所属する町村同士で1つの区を形成するというルールがあったため、豊多摩郡の南端にあり互いに隣り合う渋谷町・千駄ケ谷町・代々幡町が合わさって一つの区を形成することは避けられず、千駄ケ谷町・代々幡町も渋谷町と一緒になることを渋々受け入れた。
その後、区の名称を決める際にも、千駄ケ谷町や代々幡町は明治神宮の所在地として全国的に有名だった代々木を採用し「代々木区」とすることを提案したが、渋谷町は「渋谷区」で譲らず3町の間で争いが起きた。妥協策として「宮区」（渋谷・千駄ヶ谷・幡ヶ谷の3つの谷、すなわち「三谷（みや）」と代々木にある明治神宮の「宮」をかけたもの）とする案も出たという。最終的には東京府議会と関係の深い渋谷町議会議員にの圧力で新区名が強引に「渋谷区」とされることになったが、このような経緯は千駄ケ谷町・代々幡町の住民に怨念を残すことになり、千駄ケ谷町では大規模な反対運動も起こった。
渋谷町が他の2町に敬遠されたのは、当時の渋谷がまだ未発達だったことが一番の原因である。後に東京を代表する繁華街として成長し、1970年代以降は若者文化の街として君臨する渋谷だが、昔から交通の要衝として栄え東京を代表する繁華街になっていた新宿と比べ、当時の渋谷はまだ発展途上であり、いまだ「郊外」のイメージがつきまとっていた。

### 渋谷区成立後

#### 1930年代 - 1940年代
- 1932年（昭和7年）
  - 10月1日 - 豊多摩郡渋谷町、千駄ヶ谷町、代々幡町が東京市に編入、左記3町の区域をもって渋谷区誕生。
  - 3月31日 - 東横線渋谷 - 桜木町間全線開業。
- 1933年（昭和8年）8月1日 - 帝都電鉄線渋谷 - 井の頭公園間開業。翌年吉祥寺まで全線開業。
- 1934年（昭和9年）
  - 4月21日 - 渋谷駅前にハチ公の銅像建立（初代）[11]。
  - 11月1日 - 渋谷駅に東横百貨店（現:東急百貨店東横店）開業。関東では初のターミナル・デパート。
- 1935年（昭和10年）3月8日 - 犬フィラリア症により、ハチ公が渋谷川の稲荷橋付近の路地で死去[11]。
- 1936年（昭和11年）12月 - 神宮通一丁目（後の電力館付近）に区役所庁舎が完成。
- 1938年（昭和13年）12月20日 - 東京高速鉄道（現：東京メトロ銀座線）の渋谷駅が東横百貨店3階に開業。
- 1939年（昭和14年）1月 - 箱根土地が徳川山（西原）の分譲を開始。
- 1943年（昭和18年）7月1日 - 東京府・東京市が都政施行。
- 1945年（昭和20年） - 陸軍代々木練兵場がGHQに接収され、ワシントンハイツとなる。
- 1946年（昭和21年）7月19日 - 在日華僑グループと警官隊が衝突（渋谷事件）[12]。
- 1948年（昭和23年）8月15日 - 渋谷駅前にハチ公の銅像復活（二代目・現存）[11]。

#### 1950年代 - 1960年代

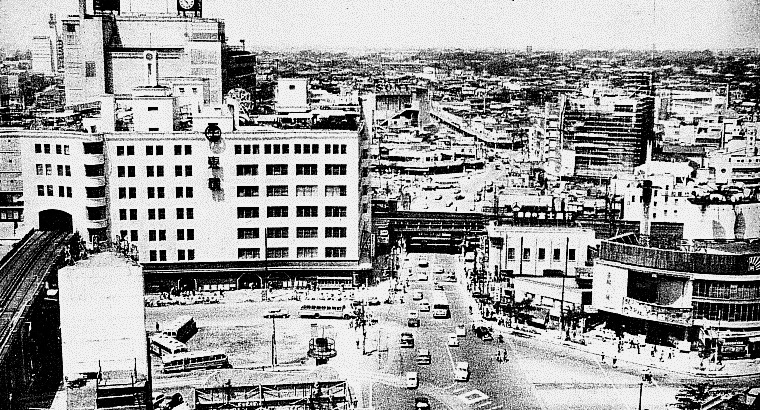
渋谷駅（1950年代）

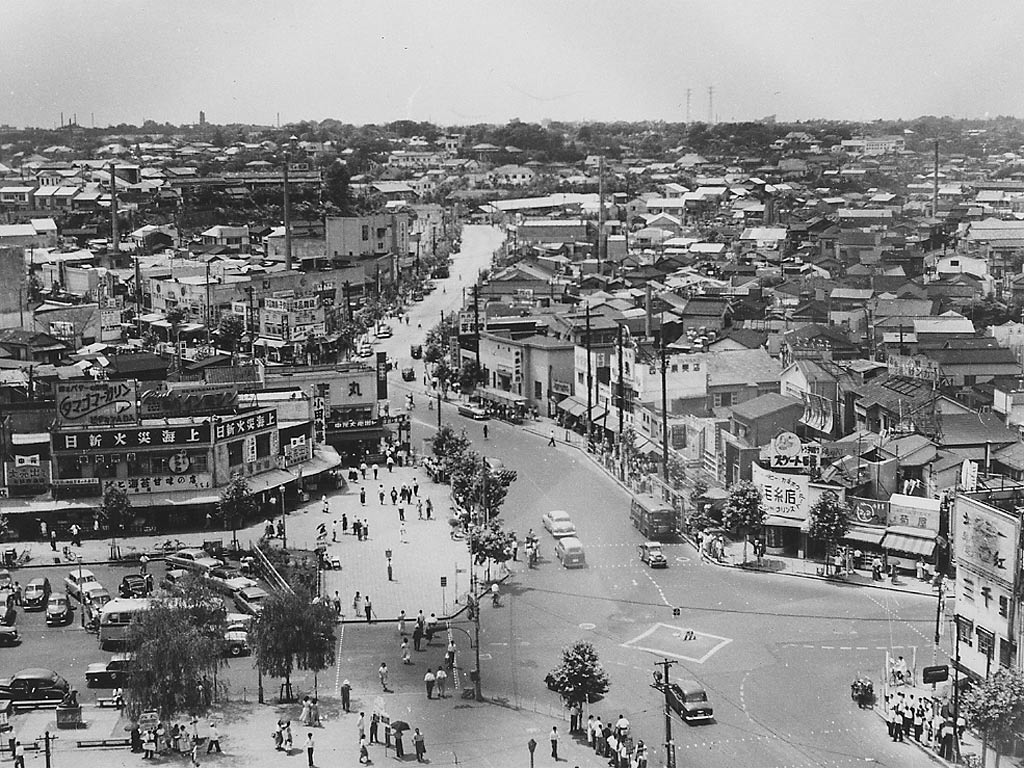
渋谷区（1952年）

- 1950年（昭和25年）6月 - 国土計画興業が徳川山南（大山町）に分譲を開始。
- 1956年（昭和31年）12月1日 - 渋谷駅東口に東急文化会館開館。
- 1957年（昭和32年）12月1日 - 渋谷地下街（現・しぶちか）開業。
- 1958年（昭和33年）
  - 10月 - 丸井渋谷店開店。
  - 原宿セントラルアパート完成（ - 1986年）。
- 1961年（昭和36年）
  - 7月30日 - リキスポーツパレス完成。
  - 10月 - 1964年に開催される東京オリンピック会場・選手村建設地としてワシントンハイツの返還が決定。
- 1962年（昭和37年）
  - 5月10日 - 「住居表示に関する法律」による町名改正・街区番号整理。
- 1963年（昭和38年）3月27日
  - 渋谷区長選任贈収賄事件の刑事訴訟で、最高裁判所大法廷は特別区において区長公選制を認めないことが憲法93条2項に反しないと判断。
- 1964年（昭和39年）
  - ワシントンハイツ跡地に、渋谷区総合庁舎・渋谷公会堂・国立代々木競技場完成。
  - 渋谷川の明治通り交差部（旧宮下橋）から上流部の暗渠化・下水道化工事が完成。
  - 宮下公園を人工地盤上公園に改築、地平部は駐車場とする。
- 1965年（昭和40年）
  - 4月5日 - 渋谷区役所が現在地に移転・開業。
  - 東京オリンピック選手村跡地の一部が国立オリンピック記念青少年総合センターとして発足、また同年、同じく選手村跡地のNHK放送センターが第1期運用を開始（完全移転は1973年7月31日）。
  - 日本初の億ションであるマンションのコープ・オリンピアが原宿（神宮前）に完成。
  - 6月13日 - 渋谷東急ビル開業（現・渋谷東急プラザ）。
- 1967年（昭和42年）
  - 4月19日 - 映画館（渋谷松竹・渋谷国際）などの跡地に西武百貨店A・B館開店。
  - 10月20日 - 東京オリンピック選手村跡地に代々木公園開園。
  - 11月1日 - 旧大向小学校跡地に東急百貨店本店開店。渋谷の商業地域の拡大が始まる。
  - 12月10日 - 都電中目黒線（渋谷橋 - 恵比寿駅前 - 中目黒）、6系統（渋谷駅前- 新橋）、8系統（中目黒 - 築地）廃止[13]。
- 1968年（昭和43年）9月29日 - 都電青山線（渋谷駅前 - 青山1丁目）、9系統（渋谷駅前- 新佃島）、10系統（渋谷駅前 - 須田町）廃止[13]。
- 1969年（昭和44年）
  - 5月11日 - 東急玉川線（渋谷 - 二子玉川）など廃止。
  - 10月26日 - 都電天現寺橋線（渋谷駅前 - 天現寺橋）、34系統（渋谷駅前 - 金杉橋）廃止[13]。渋谷区内の路面電車はすべて廃止になる。

#### 1970年代 - 1980年代
1970年ごろまでは、若者の街、若者文化の流行の発信地といえば、何といっても新宿だった。しかし、1970年代になると、それが新宿から渋谷へと移動する動きが始まり、若者文化の歴史は大きく変わっていった（渋谷系#誕生の背景も参照）。この影響で渋谷だけではなく、渋谷区の中にある原宿を含めた渋谷区全体に大きな変化が訪れることになる。その流れは「新宿から渋谷、または原宿を含めた渋谷区全体へ」（つまり原宿、表参道、代官山、裏原宿方面も）と移り変わっていく。1973年には象徴的な出来事として渋谷PARCOの開店があった。
- 1970年（昭和45年）
  - 10月1日 - 渋谷駅西口駅ビル竣工（3階 - 8階：東急百貨店東横店南館）。
- 1971年（昭和46年）
  - 現在の公園通りの入り口に丸井ファッション館（現・マルイジャム）開店。
  - 11月14日 - 渋谷暴動事件。
- 1972年（昭和47年）
  - 渋谷区役所通りが、パルコ開店を前に公園通りと命名される。
  - 10月20日 - 営団地下鉄千代田線、霞ケ関 - 代々木公園間開業。
- 1973年（昭和48年）
  - 6月14日 - パルコPART1開店。「西武劇場」（現・PARCO劇場）開設。公園通りの活性化により「ファッションの街」としてのイメージが定着する。
  - 6月20日 - NHKホール完成（オリンピック選手村跡地がほぼ現在の形になる）。
- 1975年（昭和50年）12月 - パルコPART2開店。
- 1976年（昭和51年）4月7日 - 東急新玉川線、渋谷 - 二子玉川園開業。
- 1978年（昭和53年）
  - 3月31日 - 営団地下鉄千代田線、代々木公園 - 代々木上原間開業、小田急線との直通運転開始。
  - 8月1日 - 営団地下鉄半蔵門線、渋谷 - 青山一丁目間開業。東急新玉川線との直通運転開始。
  - 9月9日 - 東急ハンズ（現・ハンズ）が井ノ頭通りに開業。
  - 10月28日 - ラフォーレ原宿が開店。
  - 11月1日 - 区歌「渋谷・愛の街」と区民音頭「渋谷音頭」を制定。
  - 11月3日 - 第1回渋谷フェスティバルを開催（〜5日）。
- 1979年（昭和54年） - ファッションコミュニティ 109（現・SHIBUYA 109）開業。公園通り・井ノ頭通り・東急本店通り（現：文化村通り）周辺が商業中心として確立される。
- 1981年（昭和56年）9月 - パルコPART3開店。
- 1984年（昭和59年） - 丸井本館（現・マルイシティ）開店。
- 1985年（昭和60年）11月6日 - THE PRIME開店。
- 1986年（昭和61年）
  - 3月21日 - 西武百貨店SEED館開店。
  - 4月29日 - ONE-OH-NINE開店。
- 1987年（昭和62年）
  - 10月30日 - 109-2開店。
  - 11月 - 西武LOFT館開店。
- 1988年（昭和63年）6月 - クアトロ・バイ・パルコ（現・パルコクアトロ）オープン。
- 1989年（平成元年）
  - 9月3日 - 複合文化施設「Bunkamura」開業。
  - 東急本店通りが文化村通りに改称。

#### 1990年代 - 2000年代
1990年代には渋谷系ブームが起きた。
- 1998年（平成10年）3月 - 渋谷インフォスタワー完成。
- 1999年（平成11年）
  - 12月 - 「Q-FRONT」開業。
  - 12月 - 西武百貨店モヴィータ館（旧・SEED館）開店。
- 2000年（平成12年）4月7日 - 渋谷マークシティ開業。
- 2001年（平成13年）3月 - セルリアンタワー完成。
- 2002年（平成14年）10月 - パルコミュージアムオープン。
- 2006年（平成18年） - 表参道ヒルズ開業。渋谷公会堂が改装・指定管理者導入のうえ、通称命名権を売却し「渋谷C.C.Lemonホール」に（正式名称は変わらず）。
- 2008年（平成20年）6月14日 - 東京メトロ副都心線、池袋 - 渋谷間開業。

#### 2010年代 -
2010年代は大規模な再開発が続き渋谷の街は大きく生まれ変わり、外国人観光客も増加した一方、もはや「若者の街」では無いという声が聞かれるようになった。

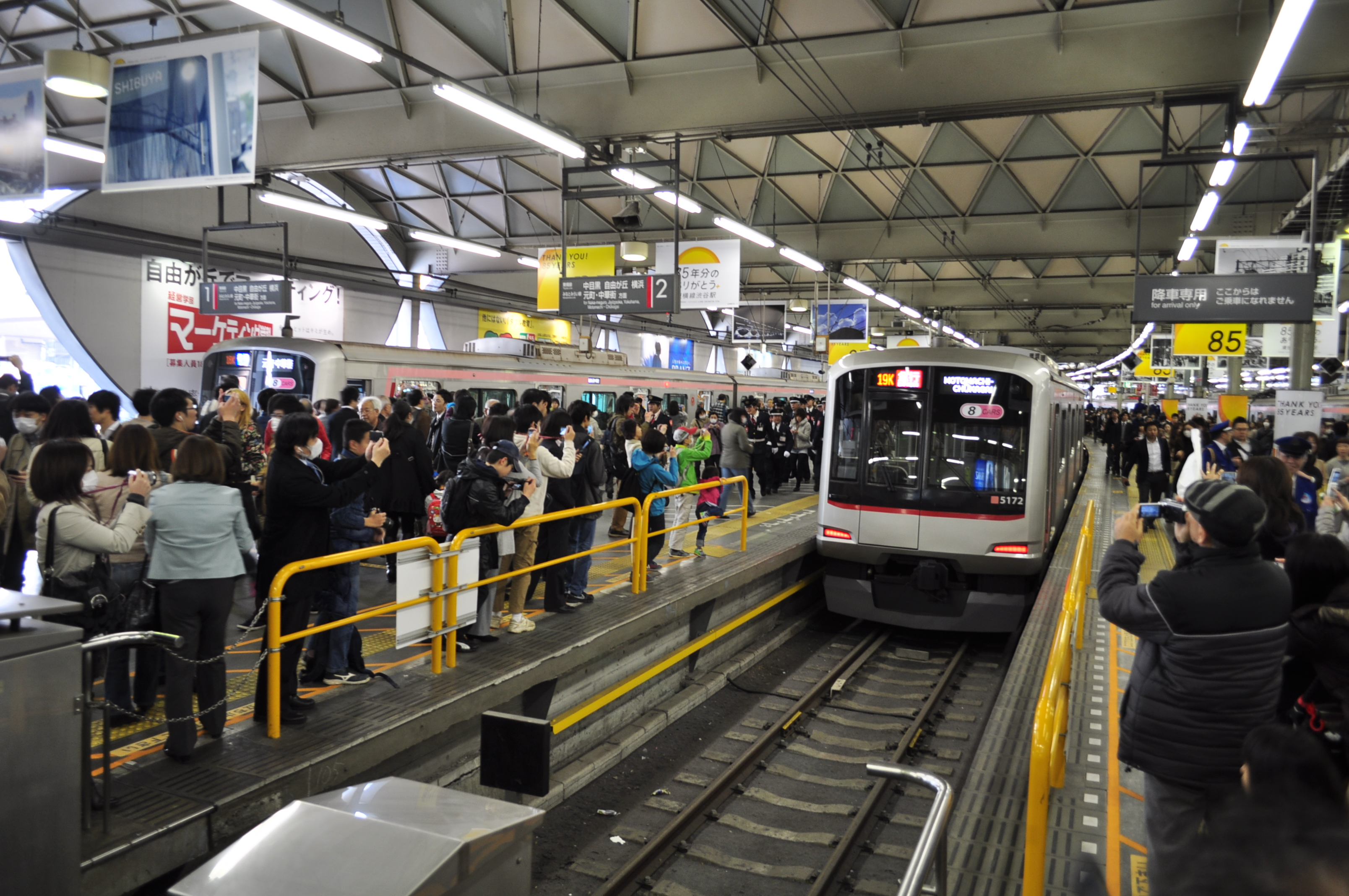
2013年（平成25年）3月15日、東横線ホーム、東横線地下化による最終日

- 2012年（平成24年）4月26日 - 渋谷ヒカリエ（商業施設）開業。
- 2013年（平成25年）3月15日 - 東急東横線が渋谷駅の地下化に伴い80年の歴史に幕を閉じた。
- 2015年（平成27年）3月31日 - 同性カップルを「結婚に相当する関係」と認める「パートナーシップ証明書」を発行するための全国で初めての区の条例が、区議会で可決・成立。同年4月1日より施行[16]。
- 2016年（平成28年）4月4日 - 新宿駅南口地区（甲州街道より南側の渋谷区内）に、鉄道駅と高速バス・タクシー乗降場を集約した交通ターミナル「バスタ新宿」が開業。
- 2017年（平成29年）5月17日 - 渋谷区と東京電力ホールディングスは、IoT技術を活用した見守りに関する社会実証実験を開始すると発表した。本サービスは6月より開始[17]。
- 2018年（平成30年）9月13日 - 渋谷ストリーム（商業施設）開業。
- 2019年（令和元年）
  - 11月1日 - 渋谷スクランブルスクエア（東棟）開業。
  - 12月5日 - 渋谷フクラス開業。

### 過去の出来事
渋谷事件
1946年7月19日、東京・渋谷の渋谷警察署前で発生した抗争事件。警視庁渋谷警察署、暴力団の落合一家、武田組および愚連隊の万年東一一派の連合隊と、武装した在日台湾人グループとの間に発生。死者は事件当日警察官1人・在日台湾人2名（当日後含め7名）。重軽傷者は35名（警察官1名・在日台湾人34名）。
渋谷暴動事件
1971年11月14日、東京・渋谷において発生した暴動事件。11月14日に沖縄県に行われた沖縄返還協定批准阻止のゼネラル・ストライキに呼応して行なわれた「沖縄返還協定批准阻止闘争」で、革命的共産主義者同盟全国委員会（中核派）の学生ら約400人が、渋谷で警戒中の機動隊や渋谷駅前派出所を火炎瓶などで襲撃。警察官1人殉職、警察官3名重傷。

## 町名
渋谷区では、全域で住居表示に関する法律に基づく住居表示が実施されている。以下は住居表示実施後の町名と、当該住居表示実施直前の旧町名の一覧である。旧町名の後に「（全）」と注記したもの以外は当該旧町域の一部である。

### 渋谷区役所区民課管内
| 町名         | 住居表示実施年月日 | 住居表示実施直前町名 | 備考 |
| ------------ | ------------------ | --- | ---- |
| 渋谷一丁目   | 1966年4月1日       | 美竹町、並木町、金王町、上通2、中通3（以上全）、青葉町、宮下町、上通1、中通2、神宮通2、穏田2、八幡通1・2、常磐松町、緑岡町 |      |
| 渋谷二丁目   | 1966年4月1日       | 美竹町、並木町、金王町、上通2、中通3（以上全）、青葉町、宮下町、上通1、中通2、神宮通2、穏田2、八幡通1・2、常磐松町、緑岡町 |      |
| 渋谷三丁目   | 1966年4月1日       | 美竹町、並木町、金王町、上通2、中通3（以上全）、青葉町、宮下町、上通1、中通2、神宮通2、穏田2、八幡通1・2、常磐松町、緑岡町 |      |
| 渋谷四丁目   | 1966年4月1日       | 美竹町、並木町、金王町、上通2、中通3（以上全）、青葉町、宮下町、上通1、中通2、神宮通2、穏田2、八幡通1・2、常磐松町、緑岡町 |      |
| 鶯谷町       | 1970年1月1日       | 鶯谷町、猿楽町、八幡通2 |      |
| 宇田川町     | 1970年1月1日       | 大向通、宇田川町、上通3、神宮通1、栄通1                                                                                    |      |
| 桜丘町       | 1970年1月1日       | 桜丘町、大和田町、鶯谷町、南平台町                                                                                         |      |
| 猿楽町       | 1970年1月1日       | 猿楽町、鶯谷町、鉢山町、八幡通2・3、下通5                                                                                  |      |
| 東一丁目     | 1966年4月1日       | 田毎町、氷川町、若木町（以上全）、八幡通1・2、常磐松町、中通1・2、恵比寿東2、永住町、上智町、緑岡町、下通3                 |      |
| 東二丁目     | 1966年4月1日       | 田毎町、氷川町、若木町（以上全）、八幡通1・2、常磐松町、中通1・2、恵比寿東2、永住町、上智町、緑岡町、下通3                 |      |
| 東三丁目     | 1966年4月1日       | 田毎町、氷川町、若木町（以上全）、八幡通1・2、常磐松町、中通1・2、恵比寿東2、永住町、上智町、緑岡町、下通3                 |      |
| 東四丁目     | 1966年4月1日       | 田毎町、氷川町、若木町（以上全）、八幡通1・2、常磐松町、中通1・2、恵比寿東2、永住町、上智町、緑岡町、下通3                 |      |
| 神泉町       | 1970年1月1日       | 神泉町（全）、円山町、上通4、栄通2                                                                                         |      |
| 道玄坂一丁目 | 1970年1月1日       | 大和田町、上通3・4、南平台町、円山町、栄通1・2、桜丘町                                                                     |      |
| 道玄坂二丁目 | 1970年1月1日       | 大和田町、上通3・4、南平台町、円山町、栄通1・2、桜丘町                                                                     |      |
| 南平台町     | 1970年1月1日       | 南平台町、大和田町、上通4、鶯谷町、鉢山町、桜丘町                                                                          |      |
| 鉢山町       | 1970年1月1日       | 鉢山町、鶯谷町、猿楽町 |      |
| 円山町       | 1970年1月1日       | 円山町、上通3・4、栄通1・2                                                                                                 |      |

### 恵比寿駅前出張所管内
| 町名           | 町区域新設年月日 | 住居表示実施年月日 | 住居表示実施前の町名など                                                                      | 備考 |
| -------------- | ---------------- | ------------------ | --------------------------------------------------------------------------------------------- | ---- |
| 恵比寿一丁目   | 1966年7月1日     |                    | 恵比寿通1・2、新橋町、山下町、恵比寿東1・2、豊沢町、伊達町、景丘町（以上全）、下通1〜3        |      |
| 恵比寿二丁目   | 1966年7月1日     |                    | 恵比寿通1・2、新橋町、山下町、恵比寿東1・2、豊沢町、伊達町、景丘町（以上全）、下通1〜3        |      |
| 恵比寿三丁目   | 1966年7月1日     |                    | 恵比寿通1・2、新橋町、山下町、恵比寿東1・2、豊沢町、伊達町、景丘町（以上全）、下通1〜3        |      |
| 恵比寿四丁目   | 1966年7月1日     |                    | 恵比寿通1・2、新橋町、山下町、恵比寿東1・2、豊沢町、伊達町、景丘町（以上全）、下通1〜3        |      |
| 恵比寿西一丁目 | 1970年1月1日     |                    | 恵比寿西2（全）、恵比寿西1、下通5、長谷戸町、八幡通3、衆楽町                                  |      |
| 恵比寿西二丁目 | 1970年1月1日     |                    | 恵比寿西2（全）、恵比寿西1、下通5、長谷戸町、八幡通3、衆楽町                                  |      |
| 恵比寿南一丁目 | 1970年1月1日     |                    | 原町（全）、恵比寿南1・2（全）、恵比寿西1、下通5                                              |      |
| 恵比寿南二丁目 | 1970年1月1日     |                    | 原町（全）、恵比寿南1・2（全）、恵比寿西1、下通5                                              |      |
| 恵比寿南三丁目 | 1970年1月1日     |                    | 原町（全）、恵比寿南1・2（全）、恵比寿西1、下通5                                              |      |
| 広尾一丁目     | 1966年7月1日     |                    | 元広尾町、宮代町、豊分町、羽沢町（以上全）、中通1、上智町、永住町、常磐松町、若木町、下通1〜3 |      |
| 広尾二丁目     | 1966年7月1日     |                    | 元広尾町、宮代町、豊分町、羽沢町（以上全）、中通1、上智町、永住町、常磐松町、若木町、下通1〜3 |      |
| 広尾三丁目     | 1966年7月1日     |                    | 元広尾町、宮代町、豊分町、羽沢町（以上全）、中通1、上智町、永住町、常磐松町、若木町、下通1〜3 |      |
| 広尾四丁目     | 1966年7月1日     |                    | 元広尾町、宮代町、豊分町、羽沢町（以上全）、中通1、上智町、永住町、常磐松町、若木町、下通1〜3 |      |
| 広尾五丁目     | 1966年7月1日     |                    | 元広尾町、宮代町、豊分町、羽沢町（以上全）、中通1、上智町、永住町、常磐松町、若木町、下通1〜3 |      |
| 広尾六丁目     | 1966年7月1日     |                    | 元広尾町、宮代町、豊分町、羽沢町（以上全）、中通1、上智町、永住町、常磐松町、若木町、下通1〜3 |      |
| 代官山町       | 1970年1月1日     |                    | 代官山町（全）、八幡通2・3、衆楽町、長谷戸町                                                  |      |

### 上原出張所管内
| 町名         | 町区域新設年月日 | 住居表示実施年月日 | 住居表示実施前の町名など                                   | 備考 |
| ------------ | ---------------- | ------------------ | ---------------------------------------------------------- | ---- |
| 上原一丁目   | 1963年7月1日     |                    | 代々木本町、代々木上原町、代々木富ヶ谷町、代々木大山町     |      |
| 上原二丁目   | 1963年7月1日     |                    | 代々木本町、代々木上原町、代々木富ヶ谷町、代々木大山町     |      |
| 上原三丁目   | 1963年7月1日     |                    | 代々木本町、代々木上原町、代々木富ヶ谷町、代々木大山町     |      |
| 富ヶ谷一丁目 | 1963年7月1日     |                    | 代々木富ヶ谷町、代々木深町、代々木上原町、神山町           |      |
| 富ヶ谷二丁目 | 1963年7月1日     |                    | 代々木富ヶ谷町、代々木深町、代々木上原町、神山町           |      |
| 神山町       | 1963年7月1日     |                    | 神山町、神南町、大向通、松濤町、代々木富ヶ谷町、代々木深町 |      |
| 松濤一丁目   | 1963年7月1日     |                    | 大山町、松濤町、大向通、栄通1・2、代々木富ヶ谷町           |      |
| 松濤二丁目   | 1963年7月1日     |                    | 大山町、松濤町、大向通、栄通1・2、代々木富ヶ谷町           |      |

### 西原出張所管内
| 町名       | 町区域新設年月日 | 住居表示実施年月日 | 住居表示実施前の町名など                 | 備考                                                                                       |
| ---------- | ---------------- | ------------------ | ---------------------------------------- | ------------------------------------------------------------------------------------------ |
| 西原一丁目 | 1969年1月1日     |                    | 西原1〜3（全）                           | 町名は1960年成立、直前は代々木西原町、代々木新町、代々木初台町、代々木大山町、代々木上原町 |
| 西原二丁目 | 1969年1月1日     |                    | 西原1〜3（全）                           | 町名は1960年成立、直前は代々木西原町、代々木新町、代々木初台町、代々木大山町、代々木上原町 |
| 西原三丁目 | 1969年1月1日     |                    | 西原1〜3（全）                           | 町名は1960年成立、直前は代々木西原町、代々木新町、代々木初台町、代々木大山町、代々木上原町 |
| 大山町     | 1963年7月1日     |                    | 代々木西原町、代々木大山町、代々木上原町 |                                                                                            |

### 初台出張所管内
| 町名         | 町区域新設年月日 | 住居表示実施年月日 | 住居表示実施前の町名など                                                       | 備考 |
| ------------ | ---------------- | ------------------ | ------------------------------------------------------------------------------ | --- |
| 初台一丁目   | 1969年1月1日     |                    | 初台2（全）、初台1                                                             | 町名成立は1961年、直前は代々木新町、代々木山谷町、代々木初台町、代々木本町                                                 |
| 初台二丁目   | 1969年1月1日     |                    | 初台2（全）、初台1                                                             | 町名成立は1961年、直前は代々木新町、代々木山谷町、代々木初台町、代々木本町                                                 |
| 元代々木町   | 1969年1月1日     |                    | 元代々木町（全）                                                               | 町名成立は1961年、直前は代々木本町、代々木西原町、代々木上原町、代々木富ヶ谷町                                             |
| 代々木一丁目 | 1969年1月1日     |                    | 代々木1・2・4（全）、代々木3・5、千駄ヶ谷4・5、代々木山谷町、代々木深町、初台1 | 町名は1959・1961年成立、直前は千駄ヶ谷4・5、代々木山谷町、代々木新町、代々木初台町、代々木本町、代々木深町、代々木富ヶ谷町 |
| 代々木二丁目 | 1969年1月1日     |                    | 代々木1・2・4（全）、代々木3・5、千駄ヶ谷4・5、代々木山谷町、代々木深町、初台1 | 町名は1959・1961年成立、直前は千駄ヶ谷4・5、代々木山谷町、代々木新町、代々木初台町、代々木本町、代々木深町、代々木富ヶ谷町 |
| 代々木三丁目 | 1969年1月1日     |                    | 代々木1・2・4（全）、代々木3・5、千駄ヶ谷4・5、代々木山谷町、代々木深町、初台1 | 町名は1959・1961年成立、直前は千駄ヶ谷4・5、代々木山谷町、代々木新町、代々木初台町、代々木本町、代々木深町、代々木富ヶ谷町 |
| 代々木四丁目 | 1969年1月1日     |                    | 代々木1・2・4（全）、代々木3・5、千駄ヶ谷4・5、代々木山谷町、代々木深町、初台1 | 町名は1959・1961年成立、直前は千駄ヶ谷4・5、代々木山谷町、代々木新町、代々木初台町、代々木本町、代々木深町、代々木富ヶ谷町 |
| 代々木五丁目 | 1969年1月1日     |                    | 代々木1・2・4（全）、代々木3・5、千駄ヶ谷4・5、代々木山谷町、代々木深町、初台1 | 町名は1959・1961年成立、直前は千駄ヶ谷4・5、代々木山谷町、代々木新町、代々木初台町、代々木本町、代々木深町、代々木富ヶ谷町 |

### 本町出張所管内
| 町名       | 町区域新設年月日 | 住居表示実施年月日 | 住居表示実施前の町名など | 備考                                               |
| ---------- | ---------------- | ------------------ | ------------------------ | -------------------------------------------------- |
| 本町一丁目 | 1968年1月1日     |                    | 本町1〜6（全）、幡ヶ谷2  | 町名成立は1960年、直前は幡ヶ谷本町1〜3、幡ヶ谷原町 |
| 本町二丁目 | 1968年1月1日     |                    | 本町1〜6（全）、幡ヶ谷2  | 町名成立は1960年、直前は幡ヶ谷本町1〜3、幡ヶ谷原町 |
| 本町三丁目 | 1968年1月1日     |                    | 本町1〜6（全）、幡ヶ谷2  | 町名成立は1960年、直前は幡ヶ谷本町1〜3、幡ヶ谷原町 |
| 本町四丁目 | 1968年1月1日     |                    | 本町1〜6（全）、幡ヶ谷2  | 町名成立は1960年、直前は幡ヶ谷本町1〜3、幡ヶ谷原町 |
| 本町五丁目 | 1968年1月1日     |                    | 本町1〜6（全）、幡ヶ谷2  | 町名成立は1960年、直前は幡ヶ谷本町1〜3、幡ヶ谷原町 |
| 本町六丁目 | 1968年1月1日     |                    | 本町1〜6（全）、幡ヶ谷2  | 町名成立は1960年、直前は幡ヶ谷本町1〜3、幡ヶ谷原町 |

### 笹塚出張所管内
| 町名         | 町区域新設年月日 | 住居表示実施年月日 | 住居表示実施前の町名など  | 備考                                                                         |
| ------------ | ---------------- | ------------------ | ------------------------- | ---------------------------------------------------------------------------- |
| 笹塚一丁目   | 1968年1月1日     |                    | 笹塚1〜3（全）            | 町名成立は1960年、直前は幡ヶ谷笹塚町、幡ヶ谷原町、幡ヶ谷中町                 |
| 笹塚二丁目   | 1968年1月1日     |                    | 笹塚1〜3（全）            | 町名成立は1960年、直前は幡ヶ谷笹塚町、幡ヶ谷原町、幡ヶ谷中町                 |
| 笹塚三丁目   | 1968年1月1日     |                    | 笹塚1〜3（全）            | 町名成立は1960年、直前は幡ヶ谷笹塚町、幡ヶ谷原町、幡ヶ谷中町                 |
| 幡ヶ谷一丁目 | 1968年1月1日     |                    | 幡ヶ谷1・3（全）、幡ヶ谷2 | 町名成立は1960年、直前は幡ヶ谷本町1〜3、幡ヶ谷笹塚町、幡ヶ谷中町、幡ヶ谷原町 |
| 幡ヶ谷二丁目 | 1968年1月1日     |                    | 幡ヶ谷1・3（全）、幡ヶ谷2 | 町名成立は1960年、直前は幡ヶ谷本町1〜3、幡ヶ谷笹塚町、幡ヶ谷中町、幡ヶ谷原町 |
| 幡ヶ谷三丁目 | 1968年1月1日     |                    | 幡ヶ谷1・3（全）、幡ヶ谷2 | 町名成立は1960年、直前は幡ヶ谷本町1〜3、幡ヶ谷笹塚町、幡ヶ谷中町、幡ヶ谷原町 |

### 千駄ヶ谷出張所管内
| 町名           | 町区域新設年月日 | 住居表示実施年月日 | 住居表示実施前の町名など                                                                | 備考                                |
| -------------- | ---------------- | ------------------ | --------------------------------------------------------------------------------------- | ----------------------------------- |
| 千駄ヶ谷一丁目 | 1968年1月1日     |                    | 千駄ヶ谷1・3（全）、千駄ヶ谷大谷戸町（全）、千駄ヶ谷2・4・5、原宿3、代々木外輪町        |                                     |
| 千駄ヶ谷二丁目 | 1968年1月1日     |                    | 千駄ヶ谷1・3（全）、千駄ヶ谷大谷戸町（全）、千駄ヶ谷2・4・5、原宿3、代々木外輪町        |                                     |
| 千駄ヶ谷三丁目 | 1968年1月1日     |                    | 千駄ヶ谷1・3（全）、千駄ヶ谷大谷戸町（全）、千駄ヶ谷2・4・5、原宿3、代々木外輪町        |                                     |
| 千駄ヶ谷四丁目 | 1968年1月1日     |                    | 千駄ヶ谷1・3（全）、千駄ヶ谷大谷戸町（全）、千駄ヶ谷2・4・5、原宿3、代々木外輪町        |                                     |
| 千駄ヶ谷五丁目 | 1968年1月1日     |                    | 千駄ヶ谷1・3（全）、千駄ヶ谷大谷戸町（全）、千駄ヶ谷2・4・5、原宿3、代々木外輪町        |                                     |
| 千駄ヶ谷六丁目 | 1968年1月1日     |                    | 千駄ヶ谷1・3（全）、千駄ヶ谷大谷戸町（全）、千駄ヶ谷2・4・5、原宿3、代々木外輪町        |                                     |
| 代々木神園町   | 1970年1月1日     |                    | 神園町（全）、代々木外輪町、代々木山谷町、竹下町、代々木3・5、代々木深町、穏田3、神南町 | 住居表示実施時に富ヶ谷1の一部を編入 |

### 神宮前出張所管内
| 町名         | 町区域新設年月日 | 住居表示実施年月日 | 住居表示実施前の町名など                                                                                | 備考                                |
| ------------ | ---------------- | ------------------ | --- | ----------------------------------- |
| 神宮前一丁目 | 1965年3月1日     |                    | 原宿1・2（全）、穏田1（全）、神宮通2、竹下町、穏田2・3、原宿3、千駄ヶ谷2、青葉町、上通1、宮下町、神南町 |                                     |
| 神宮前二丁目 | 1965年3月1日     |                    | 原宿1・2（全）、穏田1（全）、神宮通2、竹下町、穏田2・3、原宿3、千駄ヶ谷2、青葉町、上通1、宮下町、神南町 |                                     |
| 神宮前三丁目 | 1965年3月1日     |                    | 原宿1・2（全）、穏田1（全）、神宮通2、竹下町、穏田2・3、原宿3、千駄ヶ谷2、青葉町、上通1、宮下町、神南町 |                                     |
| 神宮前四丁目 | 1965年3月1日     |                    | 原宿1・2（全）、穏田1（全）、神宮通2、竹下町、穏田2・3、原宿3、千駄ヶ谷2、青葉町、上通1、宮下町、神南町 |                                     |
| 神宮前五丁目 | 1965年3月1日     |                    | 原宿1・2（全）、穏田1（全）、神宮通2、竹下町、穏田2・3、原宿3、千駄ヶ谷2、青葉町、上通1、宮下町、神南町 |                                     |
| 神宮前六丁目 | 1965年3月1日     |                    | 原宿1・2（全）、穏田1（全）、神宮通2、竹下町、穏田2・3、原宿3、千駄ヶ谷2、青葉町、上通1、宮下町、神南町 |                                     |
| 神南一丁目   | 1970年1月1日     |                    | 北谷町（全）、上通3、神宮通1、神南町、宇田川町、代々木深町、穏田3                                       | 住居表示実施時に富ヶ谷1の一部を編入 |
| 神南二丁目   | 1970年1月1日     |                    | 北谷町（全）、上通3、神宮通1、神南町、宇田川町、代々木深町、穏田3                                       | 住居表示実施時に富ヶ谷1の一部を編入 |

## 地域

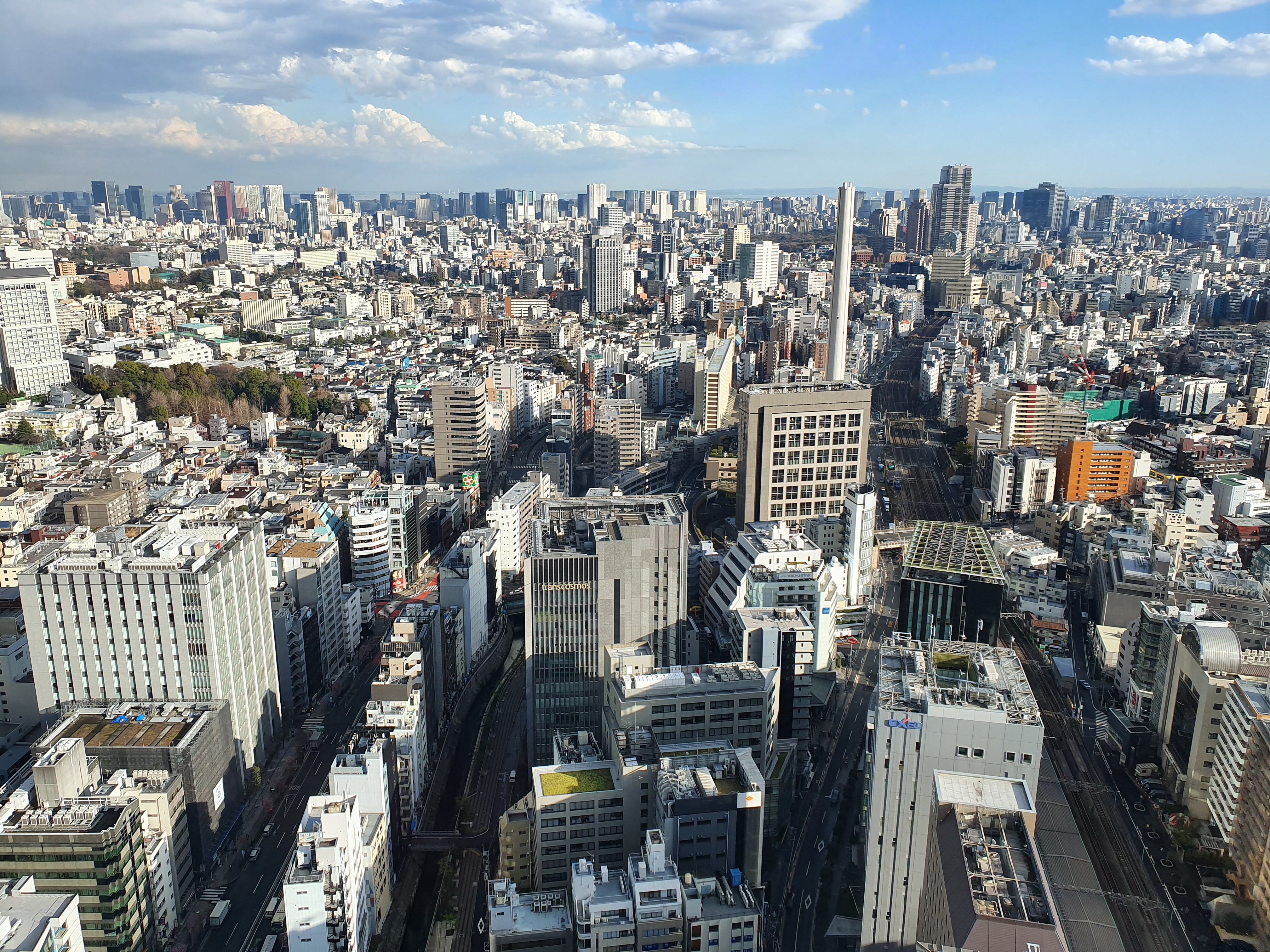
渋谷区の南（2020年）

区内の町丁数は80で、これは東京23区の中で荒川区、文京区についで3番目に少ない-典拠、東京都総務局統計部人口統計課　編集・発行「住民基本台帳による東京都の世帯と人口」平成22年1月分、平成22年3月発行、P.22より
幡ヶ谷地域
笹塚、幡ヶ谷、本町
代々木地域
上原、大山町、西原、初台、元代々木町、富ヶ谷、代々木神園町、代々木
千駄ヶ谷地域
千駄ヶ谷、神宮前
大向・恵比寿地域
神山町、神南、宇田川町、松濤、神泉町、円山町、道玄坂、南平台町、桜丘町、鉢山町、鶯谷町、猿楽町、代官山町、恵比寿西、恵比寿南
氷川・新橋地域
渋谷、東、広尾、恵比寿
隣接している自治体
東 - 港区
北 - 新宿区、中野区
西 - 杉並区、世田谷区
南 - 目黒区、品川区

## 住宅

### 大規模マンション
- 広尾ガーデンヒルズ
- 広尾ガーデンフォレスト
- 代官山アドレス
- パークコート神宮前
- ノア道玄坂
- 超高層マンションは渋谷区の超高層建築物・構築物の一覧も参照。

### 住宅団地
- UR 恵比寿ガーデンプレイス（旧住宅・都市整備公団）、超高層、跡地利用、1994年
- UR 外苑団地
- UR 初台団地（代々木、分譲62 1957年）
- UR 原宿団地（神宮前、分譲112 1957年）
- 都営宮益坂アパート（東京都建築局、東京都、初の公共高層分譲、1953年
- UR 宇田川団地（宇田川町、分譲90 1956年）
- UR 恵比寿団地（恵比寿 市街地住宅 賃貸105 1959年 現存 現存譲渡）
- UR 渋谷公会堂通り団地（恵比寿西 市街地住宅 賃貸40 1960年 現存 譲渡返還）
- UR 美竹町第一団地（渋谷 市街地住宅 賃貸56 1962年 現存現渋谷一丁目。譲渡返還）
- UR 美竹町第二団地（渋谷 市街地住宅 賃貸63 1963年 現存現渋谷一丁目第二。譲渡返還）
- UR 渋谷金王町団地（渋谷 市街地住宅 賃貸77 1961年 現渋谷二丁目。譲渡返還）
- UR 渋谷栄通団地（神泉町 男子単身 賃貸198 1960年）
- UR 代々木駅前団地（代々木 市街地住宅 賃貸42 1963年 現存 譲渡返還）
- UR うぐいす住宅（鶯谷町 市街地住宅 分譲148 1958年 建替工事中 建替え予定）
- 都営恵比寿西アパート（恵比寿西、1962 - 1963年）
- 都営広尾五丁目アパート（広尾、1970年）
- 都営笹塚アパート（笹塚、1951年）
- 都営笹塚二丁目アパート（笹塚、1967 - 1974年）
- 都営笹塚三丁目アパート（笹塚、1971年）
- 都営渋谷一丁目アパート（渋谷、1983年）
- 都営原宿アパート（神宮前、1963 - 1964年）
- 都営神宮前アパート（神宮前、1965年）
- 都営神南一丁目アパート（神南、1969年）
- 都営千駄ヶ谷アパート（千駄ヶ谷、1963 - 1964年）
- 都営氷川町アパート（東、1964年）
- 都営渋谷東二丁目アパート（東、1967年）
- 都営渋谷東二丁目第2アパート（東、1969年）
- 都営幡ヶ谷二丁目アパート（幡ヶ谷、1969年）
- 都営幡ヶ谷原町アパート（幡ヶ谷、1951年）
- 都営幡ヶ谷二丁目第2アパート（幡ヶ谷、1970 - 1971年）
- 都営渋谷本町一丁目アパート（本町、1973年）

## 観光スポット
- 渋谷スクランブル交差点
- 忠犬ハチ公像
- モヤイ像
- 明治神宮
- 代々木公園
- 渋谷公園通り
- 渋谷センター街
- スペイン坂
- 道玄坂
- 宮益坂
- 表参道
- 恵比寿ガーデンプレイス
- 原宿
- 代官山
- 渋谷川
- 宮下公園

### 代表的ランドマーク
- 渋谷マークシティ
- QFRONT
- SHIBUYA109
- 表参道ヒルズ
- ラフォーレ原宿
- Bunkamura
- 新国立劇場
- 恵比寿ガーデンプレイス

代表的ランドマーク
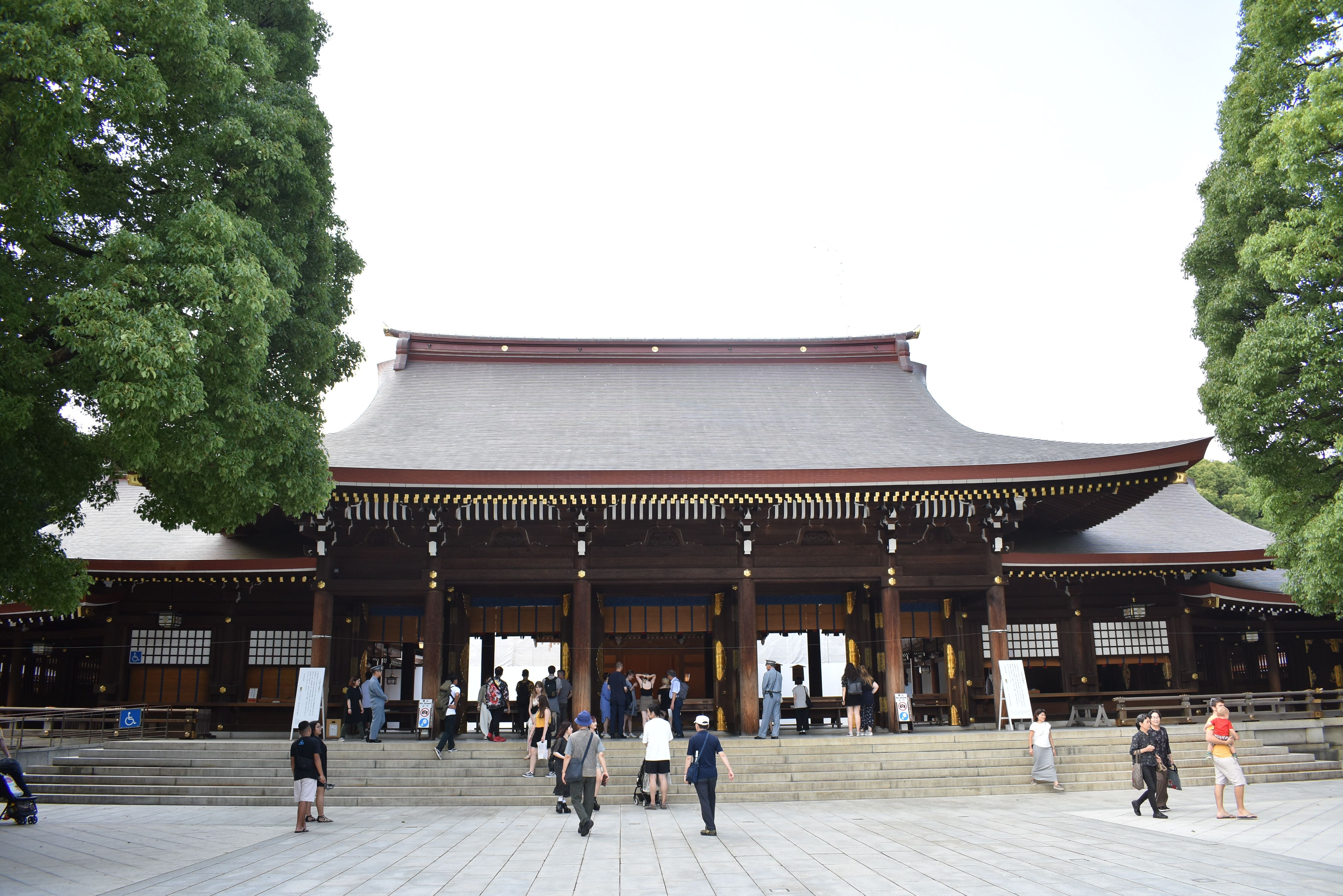
明治神宮
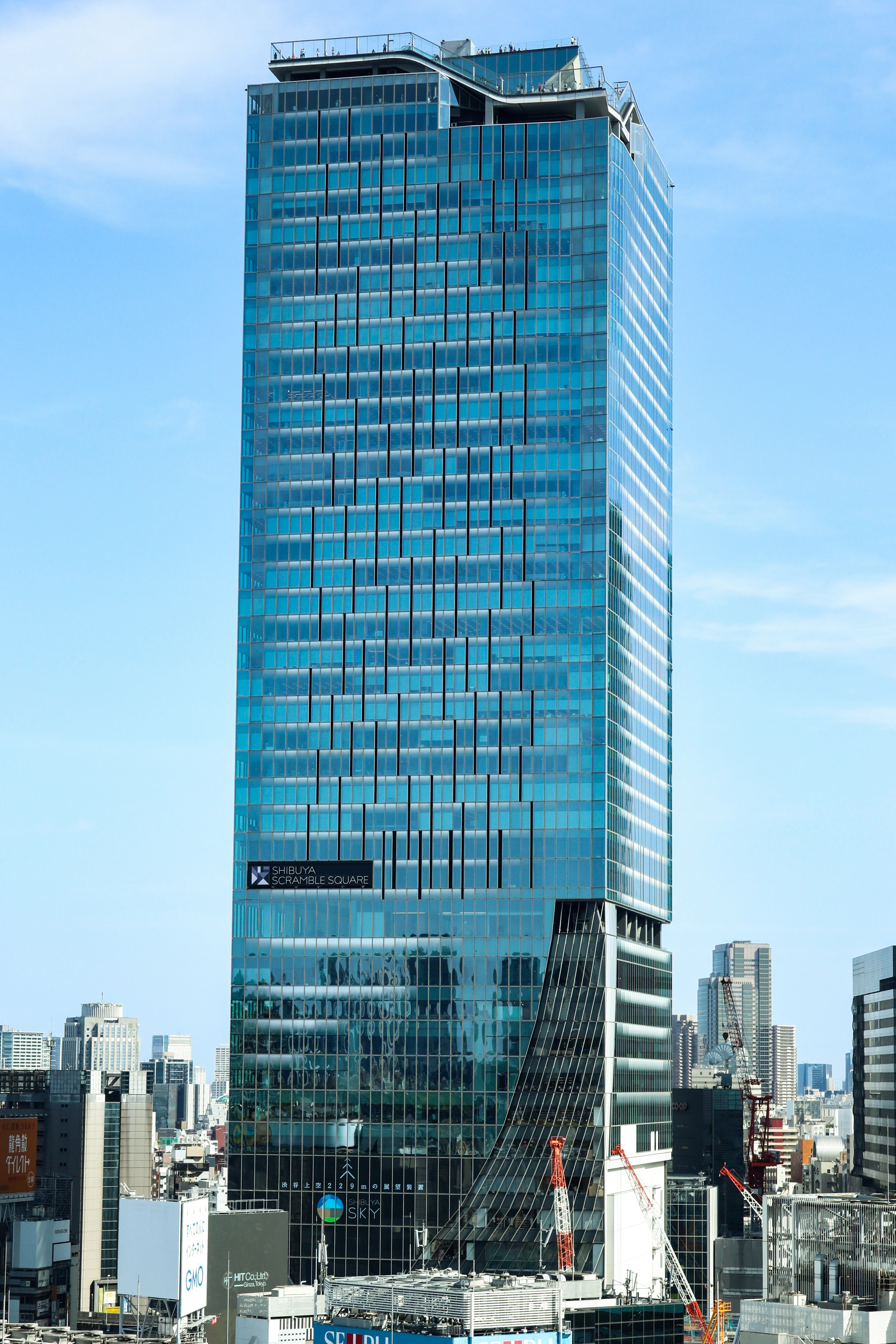
タカシマヤタイムズスクエア
- バスタ新宿
- 新宿サザンテラス
- 渋谷ヒカリエ
- 東急プラザ表参道原宿
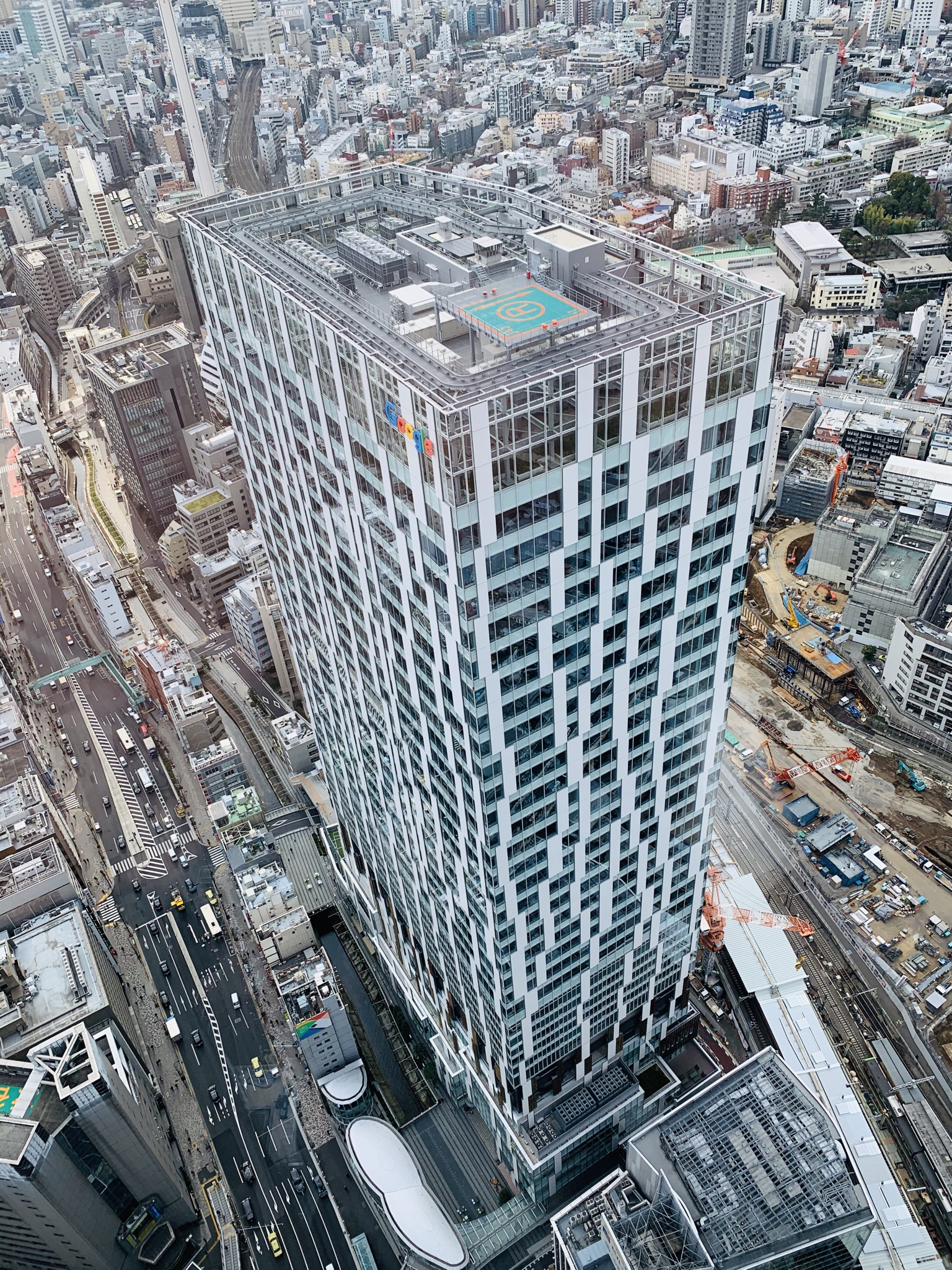
渋谷ストリーム
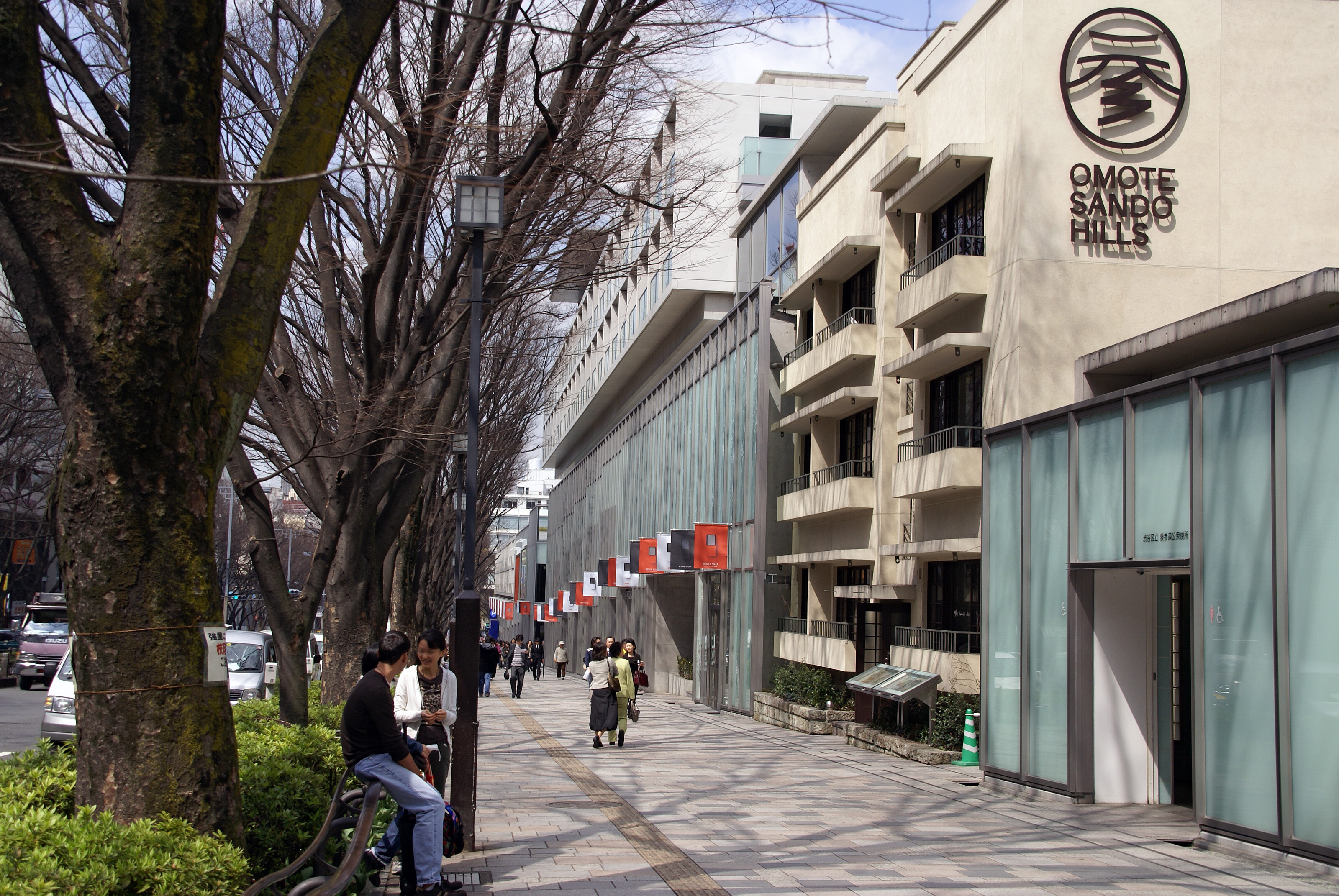
表参道ヒルズ
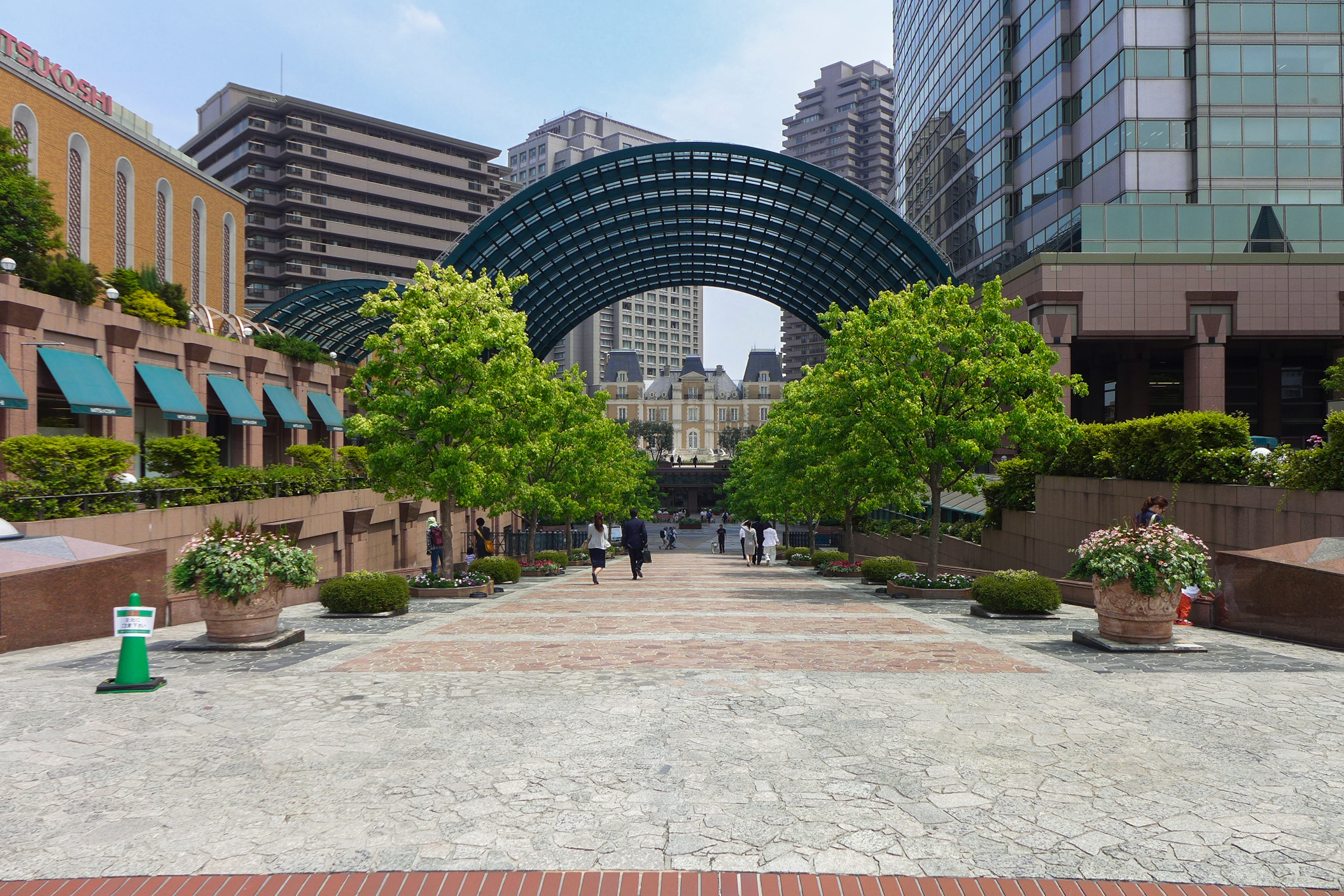
恵比寿ガーデンプレイス

- 渋谷スクランブルスクエア

- 代表的ランドマーク
- 明治神宮
- 渋谷スクランブルスクエア
- 渋谷ストリーム
- 表参道ヒルズ
- 恵比寿ガーデンプレイス

## 行政

### 区長
- 区長：長谷部健（3期目）
- 任期：2023年（令和5年）4月27日 - 2027年（令和9年）4月26日[18]

### 姉妹・提携都市
- ウスキュダル区（トルコ共和国イスタンブール市）。2005年（平成17年）9月5日、「友好都市協定」締結[19]。
- ホノルル市（アメリカ合衆国ハワイ州）。2024年（令和6年）5月31日、「姉妹都市協定」締結[20]。
- ミラフローレス（英語版）区（ペルー共和国リマ市）。2024年（令和6年）7月8日、「姉妹都市協定」締結[21]。

## 議会

### 東京都議会
2021年東京都議会議員選挙
- 選挙区：渋谷区選挙区
- 定数：2人
- 任期：2021年7月23日 - 2025年7月22日
- 投票日：2021年7月4日
- 当日有権者数：190,282人
- 投票率：38.33％

| 候補者名 | 当落 | 年齢 | 党派名             | 新旧別 | 得票数   |
| -------- | ---- | ---- | ------------------ | ------ | -------- |
| 中田喬士 | 当   | 31   | 立憲民主党         | 新     | 22,204票 |
| 龍円愛梨 | 当   | 44   | 都民ファーストの会 | 現     | 16,346票 |
| 前田和茂 | 落   | 51   | 自由民主党         | 元     | 15,575票 |
| 大津浩子 | 落   | 61   | 都民ファーストの会 | 現     | 14,241票 |
| 込山洋   | 落   | 47   | 無所属             | 新     | 3,010票  |

2017年東京都議会議員選挙
- 選挙区：渋谷区選挙区
- 定数：2人
- 投票日：2017年7月2日
- 当日有権者数：185,725人
- 投票率：46.00％

| 候補者名 | 当落 | 年齢 | 党派名             | 新旧別 | 得票数   |
| -------- | ---- | ---- | ------------------ | ------ | -------- |
| 龍円愛梨 | 当   | 40   | 都民ファーストの会 | 新     | 28,223票 |
| 大津浩子 | 当   | 57   | 都民ファーストの会 | 現     | 18,060票 |
| 前田和茂 | 落   | 47   | 自由民主党         | 現     | 17,658票 |
| 折笠裕治 | 落   | 59   | 日本共産党         | 新     | 10,323票 |
| 浜田浩樹 | 落   | 39   | 民進党             | 新     | 9,918票  |

### 衆議院
- 選挙区：東京7区（港区、渋谷区）
- 任期：2024年10月27日 - 2028年10月26日
- 投票日：2024年10月27日
- 当日有権者数：401,588人
- 投票率：53.30％

| 当落 | 候補者名   | 年齢 | 所属党派     | 新旧別 | 得票数   | 重複 |
| ---- | ---------- | ---- | ------------ | ------ | -------- | ---- |
| 当   | 松尾明弘   | 49   | 立憲民主党   | 元     | 86,252票 | ○    |
|      | 丸川珠代   | 53   | 自由民主党   | 新     | 55,848票 |      |
|      | 小野泰輔   | 50   | 日本維新の会 | 前     | 47,196票 | ○    |
|      | 石川友梨香 | 28   | 参政党       | 新     | 16,588票 |      |

## 産業
渋谷税務署は、管轄する事業者数が日本で最も多い税務署である。

### 渋谷区に所在する企業など
- 東急建設 - 本社
- 東急百貨店 - 東横店
- 日本コカ・コーラ -本社
- キユーピー - 本社
- トランスコスモス - 本社
- ディー・エヌ・エー (渋谷ヒカリエ内) - 本社
- MIXI (渋谷スクランブルスクエア内) - 本社
- SANKYO - 本社。パチンコ企業。
- 日本生活協同組合連合会 - 本部
- グーグル日本法人 (渋谷ストリーム内) - 本社
- 合同会社コンデナスト・ジャパン - 本社。「VOGUE」などの発行・出版社。
- 東急不動産（渋谷ソラスタ内） - 本社
- 東急百貨店 - 本店
- 東急リバブル - 本社
- トリドールホールディングス（渋谷ソラスタ内） - 本社
- CARTA HOLDINGS（渋谷ソラスタ内） - 本社
- 日本航空電子工業（渋谷ソラスタ内） - 本社
- 渋谷マークシティ
- 日本アムウェイ - 本社
- サイバーエージェント - 本社
- グラントン(03plus) - 本社
- 日本放送協会 - NHK放送センター
- 渡辺プロダクション - 本社
  - ワタナベエンターテインメント - 本社
- セコム - 本社
- 明星食品 - 本社（日清食品グループ〉
- フジタ - 本社
- 大京 - 本社（オリックスグループ）
- NTTドコモ (NTTドコモ代々木ビル) - 本社
- グラクソ・スミスクラインコンシューマー・ヘルスケア・ジャパン - 本社
- 新宿高速バスターミナル - 本社（最寄り駅は新宿駅）
- Plott - 本社
- ビクターエンタテインメント - 本社
- テアトル・エコー
- agehasprings
- GMOインターネットグループ - 本社
- ネクシィーズグループ - 本社
- A-Sketch - 本社
- 東急 - 本社
- 養命酒製造 - 本社
- 円谷プロダクション - 本社
- カルチュア・コンビニエンス・クラブ - 本社
- あいおいニッセイ同和損害保険 - 本社
- サッポロホールディングス - 本社
  - サッポロビール - 本社、記念館
  - ポッカサッポロフード&ビバレッジ（旧・サッポロ飲料） - 東京本社（登記上の本店は名古屋市中区栄）
  - 神州一味噌 - 本社（登記上の本店は長野県諏訪市）
- ジャックス - 本社（登記上の本店は北海道函館市）
- SUBARU - 本社
- NEXTスタッフサービス - 本社
- スターダストプロモーション - 本社
- 劇団ひまわり - 本部
- アサヒカルピスウェルネス - 本社
- アサヒグループ食品 - 本社（登記上の本店は墨田区吾妻橋）
- バンタングループ - 本部
- ジェーシー・コムサ - 本社
- フリービット - 本社
- 明和地所 - 本社
- ゴールドウィン - 本社
- 協栄産業 - 本社
- 81プロデュース - 本社
- ザ・パック - 東京本部
- 東日本旅客鉄道（JR東日本） - 本社
- 代々木ゼミナール - 部校
- エフエム富士 (FM FUJI) - 東京支社、スタジオ（本社は山梨県甲府市）
- トレンドマイクロ - 本社
- ファイザー（日本法人） - 本社
- 小田急電鉄 - 本店
- 全労済 - 本部
- 応研 - 東京本社（登記上の本店は福岡市中央区天神）
- セキ - 東京本社（登記上の本店は松山市）
- アイムエンタープライズ
- 公益財団法人日本美術刀剣保存協会 - 事務所
- アートネイチャー - 本社
- オリジナル設計 - 本社
- オフィスオーガスタ - 本社
- ジーンズメイト - 本社
- 公益財団法人徳川記念財団 - 事務所
- JASRAC - 本部
- 伊藤園 - 本社
- カシオ計算機 - 本社
- テルモ - 本社
- 日本電波工業 - 本社
- ジョンソンコントロールズ - 日本法人本社
- 三菱電機ロジスティクス - 本社
- 東宝コスチューム - 本社
- ジョビィキッズ - 本社
- 旭化成ホームズ - 東京中央支店・新宿支店
- ディアイスクエア
- ロックフィールド
- 久光製薬 - 事業所（本店は佐賀県鳥栖市、東京本社は千代田区丸の内）
- 京王重機整備 - 本社

## 交通

### 道路
- 国道・都道
  - 放射道路
    - 北側から
      - 方南通り 片側1車線
      - 水道道路 片側1車線
      - 国道20号（甲州街道） 片側3車線
      - 井ノ頭通り 片側2車線

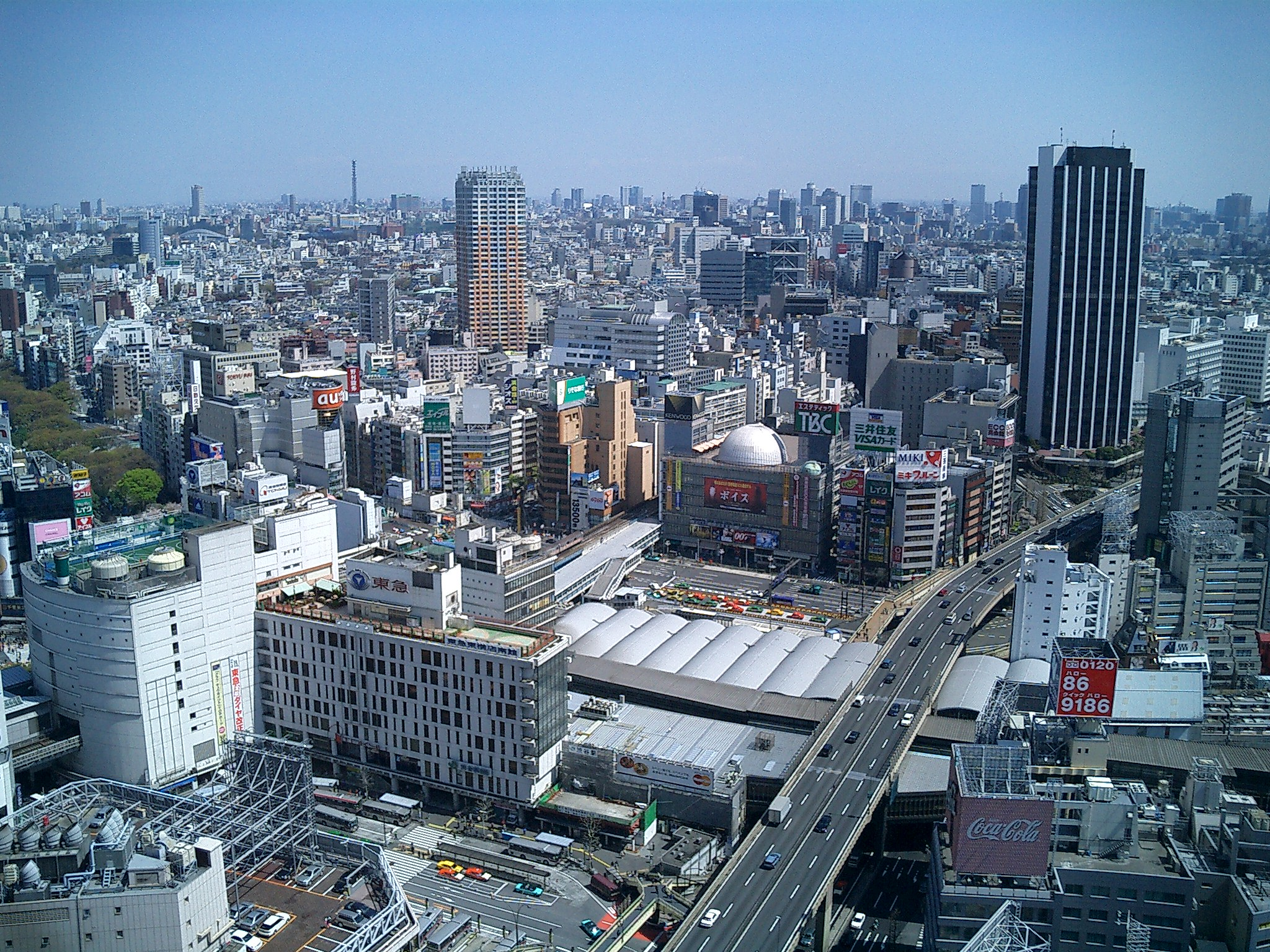
再開発前の渋谷駅と首都高速3号渋谷線（2003年）

      - 国道246号（青山通り、玉川通り） 片側3車線
      - 駒沢通り 片側2車線

  - 環状道路
    - 都心側から
      - 外苑西通り 片側2車線
      - 明治通り 片側2車線
      - 山手通り 片側2車線
      - 中野通り 片側1車線
- 高速道路
  - 首都高速3号渋谷線
  - 渋谷出入口 - 大橋JCT
  - 首都高速4号新宿線
  - 外苑出入口（入口のみ）- 代々木PA -（新宿区）- 西新宿JCT - 初台出入口 - 幡ヶ谷出入口
  - 首都高速道路中央環状新宿線

### 鉄道
東日本旅客鉄道（JR東日本）
 山手線
- -（新宿駅）- 代々木駅 - 原宿駅 - 渋谷駅 - 恵比寿駅 -

 中央・総武緩行線
- -（新宿駅）- 代々木駅 - 千駄ケ谷駅 -

※中央線快速の停車駅はない
 埼京線・ 湘南新宿ライン
- -（新宿駅）- 渋谷駅 - 恵比寿駅 -

※JR新宿駅は新宿区新宿3丁目にあるが、構内の一部が渋谷区代々木にかかる。
※代々木駅は旧代々木村ではなく旧千駄ヶ谷村にある。
東京地下鉄（東京メトロ）
 銀座線
- 渋谷駅 -

 日比谷線
- - 恵比寿駅 - （広尾駅）

※広尾駅は港区に所在するが、駅名は渋谷区の地名から採られている。
 千代田線
- - 明治神宮前駅 - 代々木公園駅 - 代々木上原駅

 半蔵門線
- 渋谷駅 -

 副都心線
- - 北参道駅 - 明治神宮前駅 - 渋谷駅

東京都交通局（都営地下鉄）
 大江戸線
- - 新宿駅 - 代々木駅 -

※都営大江戸線新宿駅は新宿区ではなく当区に所在。
※ その他、西新宿五丁目駅 - 中野坂上駅間で当区（本町三丁目）を通過する。
京王電鉄
 京王線
- - 笹塚駅 -

 京王新線
- - 初台駅 - 幡ヶ谷駅 - 笹塚駅

 井の頭線
- 渋谷駅 - 神泉駅 -

東急電鉄
 東横線
- 渋谷駅 - 代官山駅

 田園都市線
- 渋谷駅 -

小田急電鉄
 小田原線
- - 南新宿駅 - 参宮橋駅 - 代々木八幡駅 - 代々木上原駅 -

### バス
一般路線バス
- 都営バス
  - 区内に渋谷営業所が設置されている。
- 東急バス・東急トランセ
- 京王バス
- 小田急バス・小田急ハイウェイバス

コミュニティバス
- 東急トランセ
- 京王バス

## 公共機関

### 警察
- 警視庁
  - 渋谷警察署（渋谷3-8-15）
  - 原宿警察署（神宮前1-4-17）
  - 代々木警察署（本町1-11-3）

### 消防
- 東京消防庁　第三消防方面本部
  - 消防救助機動部隊（ハイパーレスキュー）
    - 渋谷消防署（神南1-8-3）指揮隊、ポンプ隊2（特別消火中隊）、はしご隊、救急隊2
      - 恵比寿出張所（恵比寿4-19-24）ポンプ隊1、救急隊1
      - 松濤出張所（松濤1-25-14）ポンプ隊1、救急隊1
      - 代々木出張所（本町1-6-6）ポンプ隊2、救急隊1（消防活動二輪車2）
      - 富ヶ谷出張所（富ヶ谷1-29-17）ポンプ隊2、救急隊1
      - 原宿出張所（代々木1-2-15）ポンプ隊1、救急隊1
- 東京消防庁消防技術安全所（幡ヶ谷1-13-20）
- 東京消防庁消防学校（西原2-51-1）

### 医療
- 井上病院（富ヶ谷1-53-8）
- クロス病院（幡ヶ谷2-18-20）
- JR東京総合病院（代々木2-1-3）
- 東海大学医学部付属東京病院（代々木1-2-5）
- 東京都立広尾病院（恵比寿2-34-10）
- 日本赤十字社医療センター（広尾4-1-22）
- 初台リハビリテーション病院（本町3-53-3）
- 代々木病院（千駄ヶ谷1-30-7）

### 文化施設

#### 博物館
- 古賀政男音楽博物館（上原3-6-12）
- 國學院大學博物館（東4-10-28 國學院大學渋谷キャンパス内）
- 古代エジプト美術館（神南1-12-18）
- こども科学センター・ハチラボ（桜丘町23-21 渋谷区文化総合センター大和田3階）
- 白根記念渋谷区郷土博物館・文学館（東4-9-1）
- 声優ミュージアム（笹塚1-52-18）
- 文化学園服飾博物館（代々木3-22-7）
- 明治神宮ミュージアム（代々木神園町1-1 明治神宮内）
- YEBISU BREWERY TOKYO（旧ヱビスビール記念館）（恵比寿4-20-1 恵比寿ガーデンプレイス内）

#### 美術館
- 太田記念美術館（神宮前1-10-10）
- 川本喜八郎人形ギャラリー（渋谷2-21-1 渋谷ヒカリエ8階）
- 渋谷区立松濤美術館（松濤2-14-14）
- 戸栗美術館（松濤1-11-3）
- 山種美術館（広尾3-12-36）
- ワタリウム美術館（神宮前3-7-6）

#### プラネタリウム
- 渋谷区立コスモプラネタリウム渋谷（桜丘町23-21 渋谷区文化総合センター大和田12階）

#### 図書館
渋谷区内の図書館のうち、一般利用が可能な公立の施設は10箇所ある。
- 渋谷区立中央図書館（神宮前1-4-1）
- 渋谷区立西原図書館（西原2-28-9）
- 渋谷区立渋谷図書館（東1-6-6）
- 渋谷区立本町図書館（本町1-33-5）
- 渋谷区立富ヶ谷図書館（上原1-46-2）
- 渋谷区立笹塚図書館（笹塚1-47-1 メルクマール京王笹塚4階）
- 渋谷区立臨川みんなの図書館（広尾1-9-17）
- 渋谷区立代々木図書館（代々木3-51-8）
- 渋谷区立こもれび大和田図書館（桜丘町23-21 渋谷区文化総合センター大和田2階）
- 渋谷区立笹塚こども図書館（笹塚3-3-1）

#### 区有保養施設
- 二の平渋谷荘（神奈川県箱根町）
- 河津さくらの里しぶや（静岡県河津町）

## 教育

### 大学
- 青山学院大学 本部・青山キャンパス
- 國學院大學 本部・渋谷キャンパス
- 実践女子大学 渋谷キャンパス
- 聖心女子大学 本部
- 東海大学 本部・東京キャンパス渋谷校舎
- 津田塾大学 千駄ヶ谷キャンパス[22]

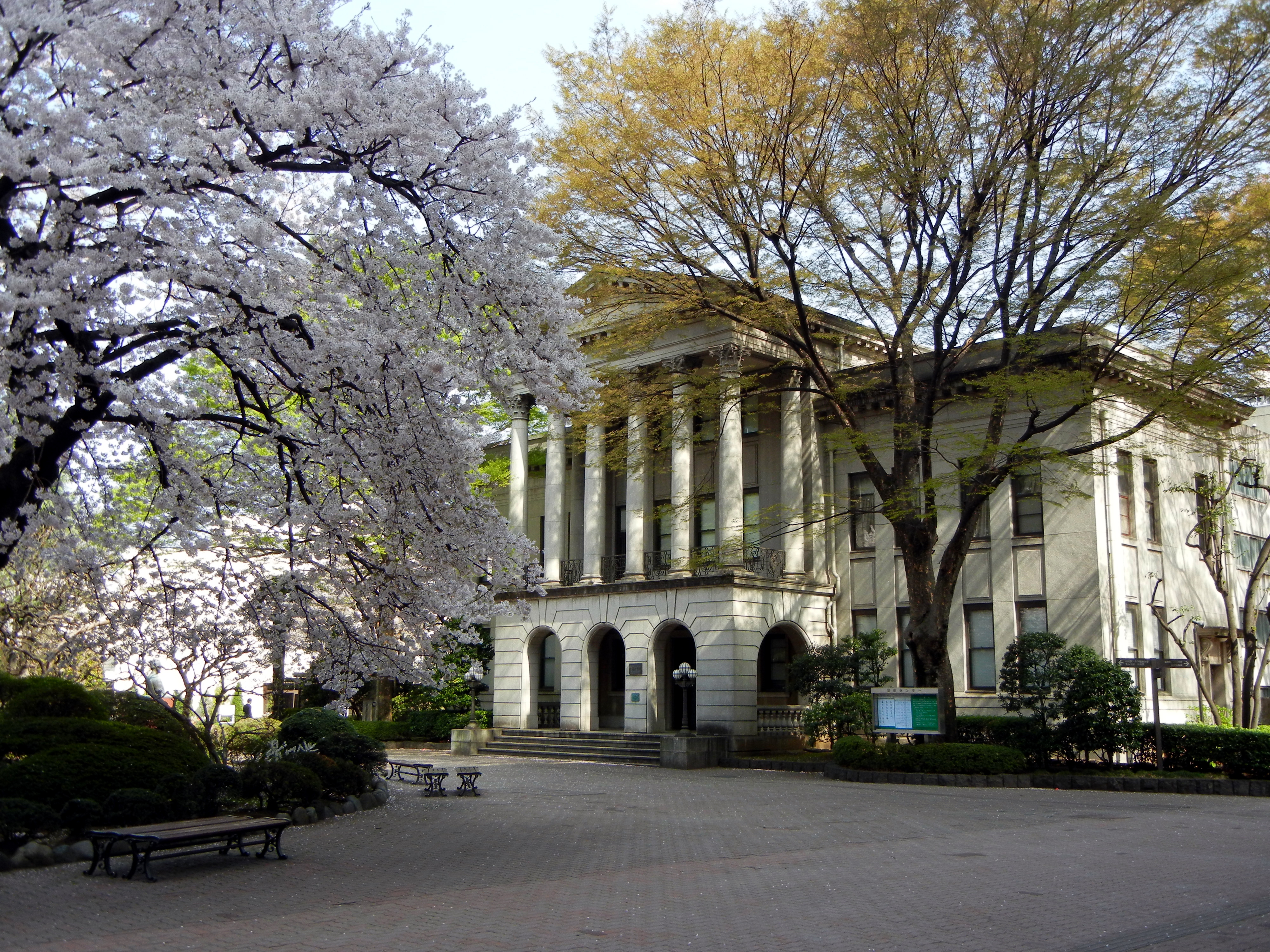
青山学院大学

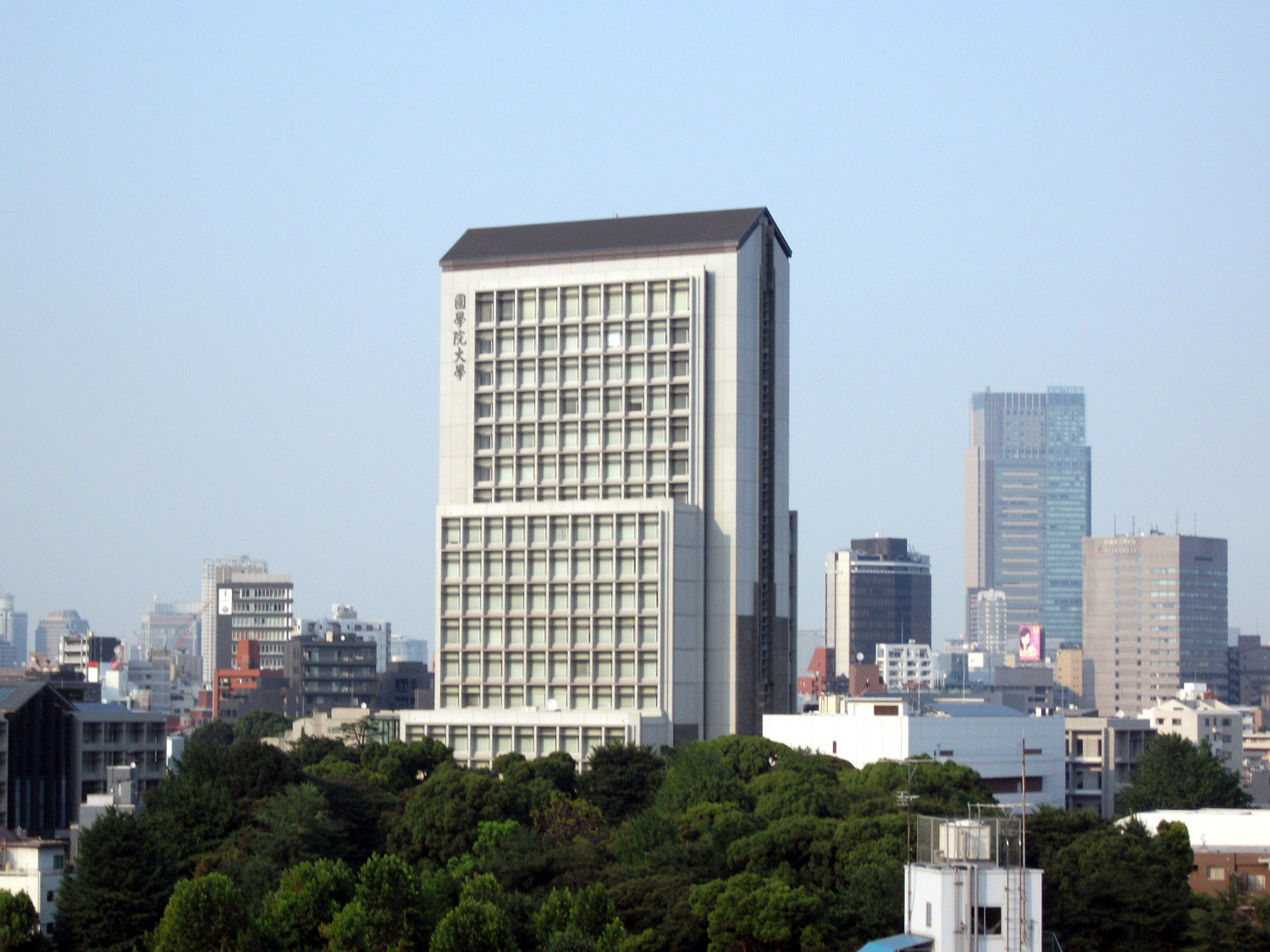
國學院大學

- 日本経済大学 東京渋谷キャンパス、STATIO日本経済大学
- 文化学園大学 本部・新都心キャンパス
- 文化ファッション大学院大学 本部
- 国際連合大学・大学院[注釈 4]
- 放送大学 渋谷学習センター

### 短期大学
- ヤマザキ動物看護専門職短期大学

### 高等学校
- 都立
  - 青山高等学校
  - 新宿高等学校 - 区の北東端、新宿区境に敷地がまたがっており、渋谷区側にはグラウンドが所在する。新宿駅から近い。
  - 広尾高等学校
  - 第一商業高等学校
- 私立
  - 青山学院高等部 ※中高併設 - 渋谷区渋谷。幼稚園から大学までの教育機関を設置している。
  - 青森山田高等学校東京校
  - 鹿島学園高等学校原宿連携キャンパス
  - 関東国際高等学校 - 渋谷区本町。SELHi指定校。
  - 國學院高等学校 - 渋谷区神宮前。
  - 渋谷教育学園渋谷高等学校※中高併設 - 渋谷区渋谷。
  - 実践女子学園高等学校※中高併設 - 渋谷区東。
  - 東海大学付属望星高等学校 - 渋谷区富ヶ谷。通信・単位制
  - 東京女学館高等学校※中高併設 - 渋谷区広尾。
  - 富士見丘高等学校 ※中高併設- 渋谷区笹塚。

### 中学校
区立
- 渋谷区立広尾中学校
- 渋谷区立鉢山中学校
- 渋谷区立上原中学校
- 渋谷区立代々木中学校
- 渋谷区立笹塚中学校
- 渋谷区立松濤中学校
- 渋谷区立原宿外苑中学校
- 渋谷区立渋谷本町学園
  - 小中一貫教育校

私立

### 小学校
区立
- 渋谷区立千駄谷小学校
- 渋谷区立臨川小学校
- 渋谷区立幡代小学校
- 渋谷区立長谷戸小学校
- 渋谷区立猿楽小学校
- 渋谷区立広尾小学校
- 渋谷区立加計塚小学校
- 渋谷区立笹塚小学校
- 渋谷区立上原小学校
- 渋谷区立鳩森小学校
- 渋谷区立常磐松小学校
- 渋谷区立西原小学校
- 渋谷区立神宮前小学校
- 渋谷区立富谷小学校
- 渋谷区立中幡小学校
- 渋谷区立神南小学校
- 渋谷区立渋谷本町学園
  - 小中一貫教育校
- 渋谷区立代々木山谷小学校

私立
- 青山学院初等部
- 東京女学館小学校
- 慶應義塾幼稚舎

### 専門学校
- 桑沢デザイン研究所
- 国際文化理容美容専門学校渋谷校
- 日本写真芸術専門学校
- 日本デザイナー学院
- 服部栄養専門学校
- 文化服装学院
- ベルエポック美容専門学校
- ミューズ音楽院
- 東放学園音響専門学校
- 山野美容専門学校
- 東京スクールオブミュージック専門学校渋谷
- 東京ダンス・俳優＆舞台芸術専門学校

### 専修学校
- 日本赤十字社助産師学校

### 無認可校
- 代々木アニメーション学院東京本部校

### 予備校
- 代々木ゼミナール

### インターナショナル・スクール
- ブリティシュ・スクール・イン東京（The British School in Tokyo）渋谷校[23]

### 過去にあった学校
- 文化学園大学短期大学部

## 放送
- NHK放送センター
- 渋谷のラジオ - 渋谷区を放送エリアとするコミュニティ放送（NPO法人CQが運営）
- SHIBUYA-FM - 2013年7月10日廃止
- ワールド・ハイビジョン・チャンネル（TwellV）

### スタジオ
- みんなの広場ふれあいホール - NHK
- TOKYO FM スペイン坂スタジオ - TOKYO FM
- STUDIO ViViD - FM FUJI
- 青山学院アスタジオ - 1階にNHKのサテライトスタジオ「NHK＠キャンパス」がある
- WOWOW渋谷ステーション - WOWOW

## 大使館
- アラブ首長国連邦大使館
- イラク大使館
- エストニア大使館
- オマーン大使館
- ギニア大使館
- クロアチア大使館
- コートジボワール大使館
- チェコ大使館
- デンマーク大使館
- トルコ大使館
- ニュージーランド大使館
- ブルガリア大使館
- ブルキナファソ大使館
- ベトナム大使館
- ペルー大使館
- マレーシア大使館
- モンゴル大使館
- ラトビア大使館
- リビア大使館

## 国際機関
- 国際労働機関駐日事務所
- 国際連合開発計画東京事務所
- 国際連合難民高等弁務官駐日事務所
- 国際連合広報センター
- 国際連合児童基金東京事務所
- 国際連合人口基金東京事務所
- 国際連合大学本部
- 世界知的所有権機関日本事務所

## 出身者

### 政治家
- 橋本龍太郎 - 首相（82･83代）。元文相橋本龍伍の子。
- 安倍晋三 - 首相（90･96･97･98代）。元首相岸信介の孫。富ヶ谷育ち
- 麻生太郎 - 首相（92代）。元首相吉田茂の孫。松濤近接の神山町育ち[24][25][26]
- 岸田文雄 - 首相（100･101代）。衆院議員岸田文武の子。神宮前出身
- 徳川家正 - 貴族院議長（13代）、徳川宗家第17代当主
- 平沼赳夫 - 衆議院議員、運輸大臣
- 亀井久興 - 衆議院議員、国土庁長官
- 中川昭一 - 衆議院議員、財務大臣兼金融担当大臣。衆院議員中川一郎の子
- 永岡桂子 - 衆議院議員、文部科学大臣
- 林潤 - 衆議院議員
- 早稲田夕季 - 衆議院議員
- 野上徹 - 衆議院議員
- 木原誠二 - 衆議院議員、内閣官房副長官、元財務官僚
- 安藤高夫 - 衆議院議員、医師
- 橋下徹 - 大阪府知事、大阪市長。弁護士、タレント
- 久保田后子 - 山口県宇部市長
- 山梨崇仁 - 神奈川県三浦郡葉山町長
- 長谷部健 - 現渋谷区長。神宮前出身
- 芦沢一明 - 渋谷区議会議長。幡ヶ谷出身
- 宮城そういち - 千葉県習志野市議会議員、四街道市議会議員

### 官僚
- 内田元亨 - 通産技官
- 丹羽克彦 - 国土交通技官[27]
- 橋本乾三 - 検察官
- 橋本宏 - 外交官
- 長谷見雄二 - 建設官僚
- 村上敬亮 - 経産官僚
- 山崎隆一郎 - 外交官

### 実業家
- 勝田龍夫 - 銀行家、旧日本債券信用銀行会長。渋谷町
- 川邊健太郎 - ヤフー社長、日本IT団体連盟会長
- 小池聡 - ネットイヤーグループ創業者・CEO
- 橋本實 - 日本鋼管常務取締役
- 木村達郎 - 琉球ゴールデンキングスGM
- 滝久雄 - ぐるなび創業者・会長
- 中尾一樹 - 旅行会社トラベルプランニングオフィス代表
- 鈴木喬 - エステー会長（元社長）
- 芹澤孝悦 - アーバンファーミング(都市農)プロデューサー、プランティオ株式会社代表取締役CEO
- 廣瀬直己 - 東京電力ホールディングス社長
- 石井優 - 近未來通信創業者
- 長嶋亜希子 - 株式会社オフィスエヌ代表取締役、元読売ジャイアンツ長嶋茂雄の夫人
- 岸田武雄 - 株式会社フィールジャパン with K代表取締役

### 学者
- 後藤英一 - 物理学者
- 坂間勇 - 物理学者、茨城大学助教授、駿台予備校講師
- 志村正雄 - アメリカ文学者
- 千野栄一 - 言語学者
- 橋本宇一 - 金属工学者
- 原武史 - 政治学者
- 日高敏隆 - 動物行動学者
- 廣瀬陽子 - 政治学者
- 藤代一成 - 情報工学者
- 岡部牧夫 - 文筆家、歴史学者

### 文化人
- 安藤士 - 彫刻家、2代目忠犬ハチ公像の製作者
- 米山正夫 - 作曲家、作詞家
- 加藤周一 - 評論家、医学博士
- 加藤芳郎 - 漫画家
- 川本三郎 - 評論家、翻訳家
- 倉本聰 - 脚本家、劇作家、演出家
- 小林亜星 - 作曲家
- 斎藤ネコ - ヴァイオリニスト、作曲家、編曲家
- 平岩弓枝 - 小説家。代々木
- バーバラ寺岡 - 料理研究家、美容研究家。代々木
- 今井正 - 映画監督
- 金子修介 - 映画監督
- 塚本晋也 - 映画監督、俳優
- 河崎実 - 映画監督
- 藤井道人 - 映画監督、脚本家
- 室希太郎 - 映像プロデューサー、映画監督
- 高橋靖治 - 映像ディレクター
- 佐藤友美 - 演芸評論家
- 高田文夫 - 放送作家
- 細木数子 - タレント、六星占星術師、実業家。青線地帯の井の頭線渋谷駅横手の娘茶屋千代が生家。
- 吉松隆 - 作曲家。代々木
- 阿部豪一 - 洋画家。富谷小学校、上原中学校卒業
- 上田薫 - 画家。代々木。
- 原哲夫 - 漫画家
- 村上綾歌 - 同人作家（筆名は白鳥神威）、元タレント
- 三浦崇宏 - PRプランナー、株式会社GO代表・クリエイティブディレクター
- たまさぶろ - 随筆家、バー評論家
- 山田修爾 - 演出家、プロデューサー。代々木
- 中松義郎 - 発明家
- 吉田秋生 - 漫画家
- 国府弘子 - ジャズピアニスト
- 貫井徳郎 - 小説家、推理作家
- 徳川家広 - 翻訳家、経済評論家、徳川宗家第19代当主
- 徳川恒孝 - 徳川宗家第18代当主
- 前川麻子 - 小説家、演出家
- 真樹日佐夫 - 漫画原作者、小説家、空手家
- くらもちふさこ - 漫画家
- 平井摩利 - 漫画家
- 矢野誠一 - 芸能評論家、エッセイスト
- 大庭みな子 - 小説家
- 柳宗理 - インダストリアルデザイナー
- 中平卓馬 - 写真家、写真評論家
- 中田喜直 - 作曲家
- 植地毅 - フリーライター
- 林裕 - 囲碁評論家、編集者、観戦記者
- 牧村憲一 - 音楽プロデューサー
- 長尾亜子 - 建築家、静岡理工科大学准教授

### 芸能人
- 愛未サラ - 宝塚歌劇団宙組娘役
- 秋川リサ - 俳優
- 亜湖 - 俳優
- 東幹久 - 俳優
- 有沢正子 - 俳優
- 杏 - 俳優
- 伊川東吾 - 俳優、演出家
- いとうあさこ - お笑い芸人
- 今井麻美 - 声優
- 稲川淳二 - タレント
- 井上順 - タレント（名誉区民）
- 井上孝雄 - 俳優
- 江波杏子 - 俳優
- 大山のぶ代 - 声優
- マシ・オカ - 俳優
- 沖直実 - タレント、ラジオDJ
- 尾崎紀世彦 - 歌手
- 我修院達也 - 俳優
- 加瀬竜哉 - 音楽アーティスト
- 角松敏生 - ミュージシャン
- 桂伸乃介 - 落語家
- 河口りか - 元モデル
- 川部修詩 - 俳優、映画評論家
- 久保菜穂子 - 俳優
- Kダブシャイン - ラッパー
- 古今亭菊之丞 - 落語家
- 伍代夏子 - 演歌歌手
- 小宮山雄飛 - ミュージシャン、タレント
- 小森まなみ - ラジオパーソナリティ、歌手、声優
- 榊原るみ - 俳優
- 佐倉綾音 - 声優
- 白坂紀子 - 元女優
- スガシカオ - シンガーソングライター、音楽プロデューサー
- 鈴木ゆうは - タレント
- 瀬川瑛子 - 演歌歌手
- 関町知弘 - お笑い芸人
- Taka - ミュージシャン
- 千聖 - ミュージシャン
- ちわきまゆみ - ミュージシャン
- 椿鬼奴 - お笑い芸人
- デーモン閣下 - ミュージシャン・タレント
- 土屋アンナ - ファッションモデル、歌手、女優
- 戸田ダリオ - タレント、俳優、歌手
- 仲本工事 - コメディアン
- パトリック・ユウ - スタジアムDJ（東京ヤクルトスワローズなど）
- 速水もこみち - 俳優[28]
- ビューティーこくぶ - モノマネタレント
- 藤井サチ - ファッションモデル
- 真木洋子 - 俳優
- 松下恵 - 俳優
- 松谷祐子 - 元歌手、声優
- 真山知子 - 女優、キルト作家
- 未来優希 - 元宝塚歌劇団雪組男役
- もたいまさこ - 俳優
- 森山直太朗 - 歌手
- 柳沢超 - 元忍者リーダー
- 柳家権之助 - 落語家
- 山口百恵 - 元歌手
- 山下洋輔 - ジャズピアニスト
- YOGGY - 音楽プロデューサー、DJ
- 吉田友紀 - 俳優、元子役
- 吉永小百合 - 俳優
- 渡辺香津美 - ギタリスト

### 諸分野
- 寬仁親王妃信子 - 皇族、下記麻生太賀吉・麻生和子の子。神山町[24]
- 若林健治 - 元日本テレビアナウンサー
- 中田美知子 - 元HBC・FM北海道アナウンサー
- 八塩圭子 - 元テレビ東京アナウンサー
- 及川誠人 - モーターサイクル・ロードレーサー
- 都倉賢 - サッカー選手
- 岩田翔吉 - プロボクサー
- 秋元啓二 - 静岡第一テレビアナウンサー
- 安村直樹 - 日本テレビアナウンサー
- 宮田統樹 - ニッポン放送アナウンサー
- 原大智 - 2018平昌冬季五輪モーグル銅メダリスト
- 金崎浩之 - 弁護士
- 舘谷春香 - フリーアナウンサー
- 関根潤三 - プロ野球選手
- 仲根正広 - プロ野球選手
- 清水貴之 - プロ野球選手
- 倉持麟太郎 - 弁護士
- 毛利名人 - ゲーマー
- 川口克己 - モデラー、玩具メーカーBANDAI SPIRITSホビー事業部シニアアドバイザー
- 初見健一 - 著作家、サブカルチャー研究家
- 伊東正治 - 元毎日放送フリープロデューサー・フリーアナウンサー
- 辛淑玉 - 人材育成コンサルタント・フリーライター・政治活動家
- 岡田晃弥 - 宗教家
- 船戸陽子 - 女流将棋棋士
- 渡邉りょう - サッカー選手

## ゆかりのある人物
- 愛川欽也 - 俳優、テレビ司会者
- 赤平大 - フリーアナウンサー、男性ナレーター。盛岡市育ち
- 浅井慎平 - 写真家。神宮前の旧原宿セントラルアパート
- 麻生和子 - 下記吉田茂の娘・下記麻生太賀吉の妻・麻生太郎の母。松濤近接の神山町[24]
- 麻生太賀吉 - 実業家。神山町[24]
- 安倍晋太郎 - 衆議院議員・下記岸信介の婿・安倍晋三の父。富ヶ谷
- 飯島愛 - タレント・AV女優
- 五十嵐淳子 - 女優。千駄ヶ谷
- 石井菊次郎 - 政治家・外相、外交官。神宮前5丁目ないし渋谷1丁目（現在の旧こどもの城や国連大学界隈にあたる青葉町）
- 市川崑 - 映画監督。南平台町
- 稲葉浩志 - ミュージシャン（B'z）。松濤[26]
- 鵜澤總明 - 衆議院議員、貴族院議員、明治大学総長、東京裁判における日本側の弁護団長。千駄ヶ谷
- 今田耕司 - お笑い芸人
- 江川達也 - 漫画家。松濤[26]
- 扇千景 - 参議院議員、女優。松濤[26]
- 大岡昇平 - 作家
- 大西瀧治郎 - 軍人。南平台町の軍令部次長官舎で自刃
- 大沼淳 - 学校法人文化学園元理事長
- 大山巌 - 政治家、軍人。神宮前（穏田のネッコ坂）
- 大山捨松 - 知識人・教育者。神宮前（穏田のネッコ坂）
- 奥野健男 - 文学者
- 小田和正 - ミュージシャン（オフコースのリーダー）
- 金森太郎 - 農商務・内務官僚
- 岸信介 - 衆議院議員・首相、商工官僚。南平台町
- 北田正元 - 外交官。神宮前
- 北原白秋 - 詩人、歌人、童謡作家
- 国井律子 - エッセイスト。世田谷区育ち
- 国木田独歩 - 作家
- 黒田慶樹 - 地方公務員（都庁）
- 小池徹平 - タレント（WaT）
- 小島よしお - 芸人
- 小西康陽 - 音楽家
- 小林至 - プロ野球選手、経営学者。逗子市育ち
- 斉藤一美 - アナウンサー。墨田区育ち
- 堺正章 - タレント
- 佐藤優 - 作家、外交官。埼玉県大宮市（現：さいたま市）育ち
- 里見浩太朗 - 俳優、歌手。静岡県富士宮市育ち
- サブロクそうすけ - お笑いタレント
- 志賀直哉 - 作家
- 獅子文六 - 作家。千駄ヶ谷
- 島木赤彦 - 歌人
- 関谷亜矢子 - フリーアナウンサー。茅ヶ崎市育ち
- 千田是也 - 演出家、俳優。千駄ヶ谷
- 高野辰之 - 作詞家
- 竹久夢二 - 画家、詩人
- 竹内結子 - 女優
- 田中壱征- 映画監督・脚本家。広尾
- タモリ - 司会者、お笑いタレント。神宮前の旧原宿セントラルアパート
- 田山花袋 - 作家
- 坪内祐三 - 評論家、エッセイスト。世田谷区育ち
- デヴィ夫人 - タレント、元インドネシア大統領夫人。松濤[26]
- 徳富蘆花 - 作家
- 豊島格 - 通産官僚・小泉純一郎の義兄。神宮前
- 長井長義 - 薬学者、日本薬学会初代会頭。渋谷2丁目（現在の日本薬学会長井記念館界隈一帯）
- 夏目伸六 - 随筆家・夏目漱石の息子
- 西川文野 - アナウンサー。新宿区育ち
- 西田税 - 軍人。千駄ヶ谷
- 橋本卯太郎 - 実業家
- 平岩弓枝 - 作家
- 馬場孤蝶 - 作家
- 林毅陸 - 枢密顧問官、衆議院議員、慶應義塾塾長
- 藤井フミヤ - 歌手（チェッカーズ）。松濤[26]
- 前尾繁三郎 - 衆議院議員、大蔵官僚。松濤[29]
- 牧野邦夫 - 画家
- 牧野伸顕 - 内大臣・大久保利通の子。神山町[24]
- 三木武夫 - 衆議院議員・首相。南平台町
- 三木睦子 - 三木武夫の妻。南平台町
- 三木谷浩史 - 実業家。松濤の元松濤幼稚園の地
- 三雲孝江 - フリーアナウンサー。横浜市育ち
- 三島由紀夫 - 作家、元大蔵官僚
- 宮澤喜一 - 衆議院議員・首相、大蔵官僚。神宮前
- 宮田統樹 - アナウンサー。中野区育ち
- 村松友視 - 作家、元編集者、エッセイスト。
- 森進一 - 歌手。松濤[26]
- 森昌子 - 歌手。松濤[26]
- 森田芳光 - 映画監督、脚本家。神奈川県茅ヶ崎市生まれ、円山町育ち
- 山室軍平 - 救世軍日本軍国司令官
- 山本五十六 - 軍人・元帥海軍大将。千駄ヶ谷
- 山本富士子 - モデル、女優。松濤[26]
- 与謝野鉄幹 - 歌人
- 与謝野晶子 - 作家、歌人
- 吉田茂 - 衆議院議員・首相、外交官。神山町[24]
- 米内光政 - 軍人・海軍大将、首相。神宮前（竹下町）
- 若林忠志 - プロ野球選手。神宮前（穏田）

## 作品

### ドラマ・特撮
- モスラ - 劇中でモスラによって破壊される。
- ガメラ3 邪神覚醒 - ガメラとギャオスの戦いの舞台。
- ゴジラ×メガギラス G消滅作戦 - 劇中で水没する。
- 日本沈没 - 劇中で沈没する。
- ポルノスター
- ハナミズキ
- バイオハザードIV アフターライフ - 映画冒頭におけるアリスとアンブレラ社との戦いの舞台。
- 肝っ玉かあさん - 主人公が経営する蕎麦屋「大正庵」が原宿にあるという設定。
- 傷だらけの天使 - 主人公の住まいが代々木駅近くにある代々木会館屋上という設定。
- ヤヌスの鏡 - ヒロイン・小沢裕美の住まいが渋谷区松濤という設定。
- このこ誰の子? - ヒロイン・杉浦葵の住まいが渋谷区西原という設定。
- 月の恋人〜Moon Lovers〜
- ブザー・ビート
- まっすぐな男
- ギャルサー
- Sh15uya
- インディゴの夜 - 渋谷駅から程近く旧東急東横線高架下に店を構えるホストクラブが主な舞台
- 風が通り抜ける道・・すべての愛が存在する島（2024年）沖縄県後援

### コミック
- GALS!
- ANGELIC LAYER（機動天使エンジェリックレイヤー） - CLAMP原作の漫画およびアニメ作品。恵比寿駅界隈が舞台で、地名の恵比寿南が記載されたシーンあり。
- 渋谷区円山町 - おかざき真里作。榮倉奈々主演で2007年に映画化。
- サムライソルジャー
- 呪術廻戦 - 劇中で「渋谷事変」と呼ばれる事件が起こる。
- とんかつDJアゲ太郎
- ひとりずもう - さくらももこ作の漫画およびエッセイ。観光で原宿や明治神宮を訪れる場面がある。
- パリピ孔明

### 小説
- ラブ&ポップ - 小説および実写映画作品含む。
- 凶気の桜
- はたらく魔王さま! - 小説およびアニメ作品含む。作品の主な舞台となる東京都渋谷区笹塚、幡ヶ谷周辺

### アニメ
- バケモノの子 - 渋谷ローケーションプロジェクトで、渋谷区、東急、東急グループなどが協力。
- アイドルマスター シンデレラガールズ
- 終わりのセラフ（アニメ版）
- 天気の子 - 物語の鍵となる舞台として描かれた小さな鳥居が在る廃ビルが所在した場所。
- 映画 ヒーリングっど♥プリキュア ゆめのまちでキュン!っとGoGo!大変身!!

### ゲーム
- 街 〜運命の交差点〜
- すばらしきこのせかい
- CHAOS;HEAD
- CHAOS;CHILD
- 428 〜封鎖された渋谷で〜
- ペルソナ5
- プロジェクトセカイ カラフルステージ! feat. 初音ミク

### バラエティー番組
- 大正テレビ寄席 - 牧伸二司会、収録会場は渋谷東急レックス。
- 8時だョ!全員集合 - 渋谷公会堂から公開生放送されていた。
- NTV紅白歌のベストテン → ザ・トップテン → 歌のトップテン - 渋谷公会堂から公開生放送されていた。
- 今田耕司のシブヤ系うらりんご - 渋谷公園通り劇場から毎日生放送されていた。
- Harajukuロンチャーズ - 原宿から毎日生放送されていた。

### 音楽
- 渋谷で5時 - 鈴木雅之のシングル曲（1994年リリース）。
- アメリカ橋 - 湖東美歌によるシングル曲（1976年リリース、のち1979年に狩人がカバー）と、山川豊によるシングル曲（1998年リリース）が知られる（同名異曲）。アメリカ橋は恵比寿ガーデンプレイス傍にある山手線の鉄橋・恵比寿南橋の通称。
- 渋谷系 - 90年代に流行した洋楽志向の邦楽の総称。

## 渋谷区の行事・イベント
- 渋谷DEどーも - 毎年5月、NHK放送センター
- 渋谷・鹿児島おはら祭 - 毎年5月、Bunkamura通り、道玄坂
- 東京レインボープライド - 毎年4月または5月、代々木公園周辺
- 神宮外苑花火大会 - 毎年8月、明治神宮外苑
- 原宿表参道元氣祭り・スーパーよさこい - 毎年8月
- 渋谷区くみんの広場 ふるさと渋谷フェスティバル - 毎年11月、代々木公園イベント広場ほか

## ナンバープレート
渋谷区は東京運輸支局本庁舎の管轄範囲に含まれており、申請することで品川ナンバーが交付される。